# イランの都市の一覧
イランの都市の一覧。
首都はテヘラン。

## 人口上位10都市
出典
| 順位 | 都市             | ペルシャ語 | 人口(2016年) | 人口(2011年) | 州                         |
| ---- | ---------------- | ---------- | ------------ | ------------ | -------------------------- |
| 1.   | テヘラン         | تهران      | 9,135,000    | 8,154,051    | テヘラン州                 |
| 2.   | マシュハド       | مشهد       | 3,208,000    | 2,749,374    | ラザヴィー・ホラーサーン州 |
| 3.   | エスファハーン   | اصفهان     | 2,132,000    | 1,756,126    | エスファハーン州           |
| 4.   | キャラジ         | كرج        | 1,592,492    | 1,614,626    | アルボルズ州               |
| 6.   | タブリーズ       | تبریز      | 1,558,693    | 1,494,998    | 東アーザルバーイジャーン州 |
| 5.   | シーラーズ       | شیراز      | 1,565,572    | 1,460,665    | ファールス州               |
| 8.   | アフヴァーズ     | اهواز      | 1,244,000    | 1,112,021    | フーゼスターン州           |
| 7.   | ゴム             | قم         | 1,288,000    | 1,074,036    | ゴム州                     |
| 9.   | ケルマーンシャー | کرمانشاه   | 1,026,000    | 851,405      | ケルマーンシャー州         |
| 10.  | オルーミーイェ   | ارومیه     | 793,000      | 667,499      | 西アーザルバーイジャーン州 |

## その他の都市
- アーバーダーン
- アラーク
- アルダビール
- イーラーム
- カーシャーン
- ガズヴィーン
- ガバル (キャレイバル郡)
- ガバル (タブリーズ郡)
- ケルマーン
- ゴルガーン
- ザーヘダーン
- サーリー
- ザンジャーン
- シャフレ・コルド
- シャフレ・レイ
- シューシュタル
- ジーロフト
- スーサンゲルド
- セムナーン
- ダマーヴァンド
- デイラマーン
- トゥース
- ドルード
- ナタンズ
- ニーシャープール
- ニハーヴァンド
- ハマダーン
- バム
- バンダレ・アッバース
- バンダレ・アンザリー
- バンダレ・エマーム・ホメイニー
- バンダレ・シーラーフ
- ピーラーンシャフル
- ビールジャンド
- ブーカーン
- ブーシェフル
- フェルドゥース
- ボジュヌールド
- ボスターン
- ホッラマーバード
- ホッラムシャフル
- マスジェデ・ソレイマーン
- マラーゲ
- ヤースージュ
- ヤズド
- ラームサル
- ラシュト

## イランのシャフルの一覧
イランの都市（シャフル）の一覧を示す。しばしば市と訳されるシャフレスターン（本事典では「郡」と訳す。語源はアケメネス朝ペルシアのサトラップ）についてはイランの郡の一覧を参照。また地方行政区画の制度についてはイランの地方行政区画を参照。以下は
- 都市名カナ転写（ペルシア語表記; ラテン転写表記: 所属州所属郡）他言語版リンク

の形式で一覧としている。
| 目次 | 目次 | 目次 | 目次 | 目次 | 目次 | 目次 | 目次 | 目次 | 目次 | 目次 |
| ---- | ---- | ---- | ---- | ---- | ---- | ---- | ---- | ---- | ---- | ---- |
| ア   | イ   | ウ   | エ   | オ   |      | ハ   | ヒ   | フ   | ヘ   | ホ   |
| カ   | キ   | ク   | ケ   | コ   |      | マ   | ミ   | ム   | メ   | モ   |
| サ   | シ   | ス   | セ   | ソ   |      | ヤ   |      | ユ   |      | ヨ   |
| タ   | チ   | ツ   | テ   | ト   |      | ラ   | リ   | ル   | レ   | ロ   |
| ナ   | ニ   | ヌ   | ネ   | ノ   |      | ワ   |      | ヲ   |      | ン   |

## ア
- アーイェスク（آیسک; Āyesk: 南ホラーサーン州サラーヤーン郡）fa
- アーヴァージーグ（آواجیق; Āvājīq: 西アーザルバーイジャーン州チャールデラーン郡）fa
- アーヴァジュ（آوج; Āvaj: ガズヴィーン州アーヴァジュ郡）fa
- アーガージャーリー（آغاجاری; Aghājārī: フーゼスターン州ベフバハーン郡）fa
- アーグガラー（آق‌قلا; Āq Qalā: ゴレスターン州アーグガラー郡）fa
- アーグキャンド（آقکند; Āq Kand: 東アーザルバーイジャーン州ミヤーネ郡）fa
- アーザードシャフル（آزادشهر; Āzādshahr: ゴレスターン州アーザードシャフル郡）fa
- アーザルシャフル（آذرشهر; Ādharshahr: 東アーザルバーイジャーン州アーザルシャフル郡）fa en
- アーシュティヤーン（آشتیان; Āshtiyān: マルキャズィー州アーシュティヤーン郡）fa en
- アーシュハーネ（آشخانه; Āshkhāneh: 北ホラーサーン州マーネ・サマーガーン郡）fa
- アースターネ（آستانه; Āstaneh: マルキャズィー州シャーザンド郡）fa
- アースターネイェ・アシュラフィーイェ（آستانه اشرفیه; Āstaneh-ye Ashrafīyeh: ギーラーン州アースターネイェ・アシュラフィーイェ郡）fa en
- アースターラー（آستارا; Āstārā: ギーラーン州アースターラー郡）fa en
- アーセマーナーバード（آسمان‌آباد; Āsemānābād: イーラーム州シールヴァーン・チャルダーヴォル郡）fa
- アーバーダーン（آبادان; Ābādan: フーゼスターン州アーバーダーン郡）fa en
- アーバーデ（آباده; Ābādeh: ファールス州アーバーデ郡）fa en
- アーバーデイェ・タシュク（آباده طشک; Ābādeh-ye Ṭashk: ファールス州ネイリーズ郡）fa
- アービーベイグルー（آبی‌بیگلو; Ābī Beyglū: アルダビール州ナミーン郡）fa
- アーブアリー（آبعلی; Āb ‘Alī: テヘラン州ダマーヴァンド郡）fa
- アーブイェク（آبیک; Ābyek: ガズヴィーン州アーブイェク郡）fa en
- アーブギャルム（آبگرم; Ābgarm: ガズヴィーン州ブーイーン・ザフラー郡）fa
- アーブダーナーン（آبدانان; Ābdānān: イーラーム州アーブダーナーン郡）fa
- アーブダーン（آبدان; Ābdān: ブーシェフル州バンダレ・ダイイェル郡）fa
- アーブバル（آب‌بر; Āb bar: ザンジャーン州ターロム郡）fa
- アーベサルド（آبسرد; Āb-e Sard: テヘラン州ダマーヴァンド郡）fa
- アーベシュアフマド（آبش‌احمد; Ābesh Aḥmad: 東アーザルバーイジャーン州キャレイバル郡）fa
- アーモル（آمل; Āmol: マーザンダラーン州アーモル郡）fa en
- アーラーシュト（آلاشت; Ālāsht: マーザンダラーン州サヴァドクーフ郡）fa
- アーラーダーン（آرادان; Ārādān: セムナーン州ギャルムサール郡）fa
- アーラーン・ビードゴル（آران و بیدگل; Ārān-o Bīdgol: エスファハーン州アーラーン・ビードゴル郡）fa
- アーリヤンシャフル（آرین‌شهر; Āriyanshahr: 南ホラーサーン州ガーエナート郡）fa
- アールーニー（آلونی; Ālūnī: チャハールマハール・バフティヤーリー州ロルデガーン郡）fa
- アールマルデ（آرمرده; Ārmardeh: コルデスターン州バーネ郡）fa
- アグダー（عقدا; Aqdā: ヤズド州アルダカーン郡）fa
- アサーレム（اسالم; Asālem: ギーラーン州タヴァーレシュ郡）fa
- アサダーバード（اسدآباد; Asadābād: ハマダーン州アサダーバード郡）fa en
- アサディーイェ（اسدیه; Asadīye: 南ホラーサーン州ダルミヤーン郡）fa
- アサルーイェ（عسلویه; Asalūyeh: ブーシェフル州アサルーイェ郡）fa
- アザンダリヤーン（ازندریان; Azandariyān: ハマダーン州マラーイェル郡）fa
- アジャブシール（عجب شیر; ‘Ajab Shīr: 東アーザルバーイジャーン州アジャブシール郡）fa
- アシュケザル（اشکذر; Ashkezar: ヤズド州サドゥーグ郡）fa
- アスィール（اسیر; Asīr: ファールス州モフル郡）fa
- アスキャラーン（عسکران; ‘Askarān: エスファハーン州ティーラーン・コルーン郡）fa
- アズナー（ازنا; Aznā: ロレスターン州アズナー郡）fa en
- アスラーンドゥーズ（اصلاندوز; Aṣlāndūz: アルダビール州アスラーンドゥーズ郡）fa
- アッバーサーバード（عباس‌آباد; ‘Abbāsābād: マーザンダラーン州トネカーボン郡）fa
- アディーミー（ادیمی; Adīmī: スィースターン・バルーチェスターン州ニームルーズ郡）fa
- アナーバド（انابد; Anābad: ラザヴィー・ホラーサーン州バルデスキャン郡）fa
- アナーラク（انارک; Anārak: エスファハーン州ナーイーン郡）fa
- アナール（انار; Anār: ケルマーン州ラフサンジャーン郡）fa
- アハル（اهر; Ahar: 東アーザルバーイジャーン州アハル郡）fa en
- アバルクーフ（ابرکوه; Abarkūh: ヤズド州アバルクーフ郡）fa
- アフヴァーズ（اهواز; Ahvāz: フーゼスターン州アフヴァーズ郡）fa en
- アフース（افوس; Afūs: エスファハーン州フェレイダン郡）fa
- アブーゼイダーバード（ابوزیدآباد; Abūzeydābād: エスファハーン州アーラーン・ビードゴル郡）fa
- アブームーサー（ابوموسی; Abū Mūsā: ホルモズガーン州アブームーサー郡）fa
- アフザル（افزر; : ファールス州ギール・カルズィーン郡）fa
- アブチェフシュ（آب‌پخش; : ブーシェフル州ダシュテスターン郡）fa
- アブハル（ابهر; Abhar: ザンジャーン州アブハル郡）fa en
- アフマダーバード (ヤズド州)（ペルシア語版）（احمدآباد; Aḥmadābād: ヤズド州アルダカーン郡）fa
- アフマドサル・グーラーブ（احمدسرگوراب; Aḥmadsar Gūrāb: ギーラーン州シャフト郡）fa
- アフラム（اهرم; Ahram: ブーシェフル州タンゲスターン郡）fa
- アブリーシャム（ابریشم; Abrīsham: エスファハーン州ファラーヴァルジャーン郡）fa
- アヘル（اهل; Ahel: ファールス州ラーメルド郡）fa
- アミーリーイェ（امیریه; Amīrīyeh: セムナーン州ダームガーン郡）fa
- アミールコラー（امیرکلا; Amīr kolā: マーザンダラーン州バーボル郡）fa
- アムラシュ（املش; Amlash: ギーラーン州アムラシュ郡）fa
- アラーク（اراک; Arāk: マルキャズィー州アラーク郡）fa en
- アラーマルヴダシュト（علامرودشت; ‘Alāmarvdasht: ファールス州ラーメルド郡）fa
- アラヴィージェ（علویجه; ‘Alavījeh: エスファハーン州ナジャファーバード郡）fa
- アラシュタル（الشتر; Alashtar: ロレスターン州セルセレ郡）fa en
- アリーアーバード（علی آباد; ‘Alīābād: ゴレスターン州アリーアーバード郡）fa
- アリーグーダルズ（الیگودرز; Alīgūdarz: ロレスターン州アリーグーダルズ郡）fa en
- アルヴァーン（الوان; : フーゼスターン州シューシュ郡）fa
- アルヴァンド（الوند; Alvand: ガズヴィーン州アルボルズ郡）fa
- アルヴァンドケナール（اروندکنار; Arvandkenār: フーゼスターン州アーバーダーン郡）fa
- アルクヴァーズ（ارکواز; Arkvāz: イーラーム州メフラーン郡）fa
- アルサンジャーン（ارسنجان; Arsanjān: ファールス州アルサンジャーン郡）fa
- アルジョマンド（ارجمند; Arjomand: テヘラン州フィールーズクーフ郡）fa
- アルダーグ（ارداق; Ardāq: ガズヴィーン州ブーイーン・ザフラー郡）fa
- アルダカーン（اردکان; Ardakān: ファールス州セピーダーン郡）fa en
- アルダカーン（اردکان; Ardakān: ヤズド州アルダカーン郡）fa
- アルダビール（اردبیل; Ardabīl: アルダビール州アルダビール郡）fa en
- アルダル（اردل; Ardal: チャハールマハール・バフティヤーリー州アルダル郡）fa en
- アルデスターン（اردستان; Ardestān: エスファハーン州アルデスターン郡）fa en
- アンディーシェ（اندیشه; Andīsheh: テヘラン州シャフリヤール郡）fa
- アンディーメシュク（اندیمشک; Andīmeshk: フーゼスターン州アンディーメシュク郡）fa en
- アンドゥーフジェルド（اندوهجرد; Andūhjerd: ケルマーン州ケルマーン郡）fa
- アンバーレ・アールーム（انبار آلوم; Anbār-e Ālūm: ゴレスターン州アーグガラー郡）fa
- アンバラーバード（عنبرآباد; Anbarābād: ケルマーン州アンバラーバード郡）fa
- アンバラーン（عنبران; ‘Anbarān: アルダビール州ナミーン郡）fa en

## イ
- イーザドシャフル（ایزدشهر; Īzadshahr: マーザンダラーン州ヌール郡）fa
- イーザドハースト（ایزدخواست; Īzadkhāst: ファールス州アーバーデ郡）fa
- イージュ（ایج; Īj: ファールス州エスタフバーン郡）fa
- イーゼ（ایذه; Īdheh: フーゼスターン州イーゼ郡）fa en
- イーマーンシャフル（ایمان‌شهر; Īmānshahr: エスファハーン州ファラーヴァルジャーン郡）fa
- イーラーム（ایلام; Īlām: イーラーム州イーラーム郡）fa en
- イーラーンシャフル（ایرانشهر; Īrānshahr: スィースターン・バルーチェスターン州イーラーンシャフル郡）fa en
- イールフチー（ایلخچی; Īlkhchī: 東アーザルバーイジャーン州オスクー郡）fa en
- イーンチェボルーン（اینچه‌برون; Īnchehborūn: ゴレスターン州ゴンバデ・カーヴース郡）fa

## ウ
- ヴァーイガーン（وایقان; Vāyqān: 東アーザルバーイジャーン州シャベスタル郡）fa
- ヴァージャールガーフ（واجارگاه; Vājārgāh: ギーラーン州ルードサル郡）fa
- ヴァズヴァーン（وزوان; Vazvān: エスファハーン州ボルハール・メイメ郡）fa
- ヴァナク（ونک; Vanak: エスファハーン州セミーロム郡）fa
- ヴァヒーディーイェ（وحیدیه; Vaḥīdīyeh: テヘラン州シャフリヤール郡）fa
- ヴァフダティーエ（وحدتيه  ; Vaḥdatīyeh: ブーシェフル州ダシュテスターン郡）fa
- ヴァラーヴィー（وراوی; Varāvī: ファールス州モフル郡）fa
- ヴァラーミーン（ورامین; Varāmīn: テヘラン州ヴァラーミーン郡）fa
- ヴァルザガーン（ورزقان; Varzaqān: 東アーザルバーイジャーン州ヴァルザガーン郡）fa
- ヴァルザネ（ورزنه; Varzaneh: エスファハーン州エスファハーン郡）fa
- ヴァルナームハースト（ورنامخواست; Varnāmkhāst: エスファハーン州レンジャーン郡）fa
- ヴェイス（ویس; Veys: フーゼスターン州アフヴァーズ郡）fa

## エ
- エイヴァーン（ایوان; Eyvān: イーラーム州エイヴァーン郡）fa
- エイヴォグリー（ایواوغلی; Eyvoghlī: 西アーザルバーイジャーン州ホイ郡）fa
- エイバーネケイ（ایوانکی; Eyvānekey: セムナーン州ギャルムサール郡）fa
- エヴァズ（اِوَز; Evaz: ファールス州ラーレスターン郡）fa en
- エグバーリーイェ（اقبالیه; Eqbālīyeh: ガズヴィーン州ガズヴィーン郡）fa
- エグリード（اقلید; Eqlīd: ファールス州エグリード郡）fa en
- エジュイェ（اژیه; Ezhyeh: エスファハーン州エスファハーン郡）fa
- エシュガーバード（عشق‌آباد; Eshqābād: ヤズド州タバス郡）fa
- エシュガーバード（عشق‌آباد; Eshqābād: ラザヴィー・ホラーサーン州ネイシャーブール郡）fa
- エシュキャナーン（اشکنان; Eshkanān: ファールス州ラーメルド郡）fa
- エシュテハールド（اشتهارد; Eshtehārd: アルボルズ州キャラジ郡）fa
- エズゲレ（ازگله; Ezgeleh: ケルマーンシャー州ソラーセ・バーバージャーニー郡）fa
- エスタフバーン（استهبان; Estahbān: ファールス州エスタフバーン郡）fa en
- エスパケ（اسپکه; Espakeh: スィースターン・バルーチェスターン州ニークシャフル郡）fa
- エスファダーン（اسفدان; Esfadān: 南ホラーサーン州ガーエナート郡）fa
- エスファハーン（اصفهان; Eṣfahān: エスファハーン州エスファハーン郡）fa en
- エスファラーイェン（اسفراین; Esfarāyen: 北ホラーサーン州エスファラーイェン郡）fa
- エスファルヴァリーン（اسفرورین; Esfarvarīn: ガズヴィーン州ターケスターン郡）fa
- エスラーミーイェ（اسلامیه; Eslāmīyeh: 南ホラーサーン州フェルドウス郡）fa en
- エスラームシャフル（اسلام‌شهر; Eslām Shahr: テヘラン州エスラームシャフル郡）fa
- エフティヤーラーバード（اختیارآباد; Ekhtiyārābād: ケルマーン州ケルマーン郡）fa
- エマーム・ハサン（امام حسن; Emām Ḥasan: ブーシェフル州バンダレ・デイラム郡）fa

## オ
- オシュトリーナーン（اشترینان; Oshtorīnān: ロレスターン州ボルージェルド郡）fa
- オシュナヴィーイェ（اشنویه; Oshanavīyeh: 西アーザルバーイジャーン州オシュナヴィーイェ郡）fa en
- オスクー（اسکو; Oskū: 東アーザルバーイジャーン州オスクー郡）fa en
- オターグヴァル（اطاقور; Oṭāqvar: ギーラーン州ランゲルード郡）fa
- オミーディーイェ（امیدیه; Omīdīyeh: フーゼスターン州オミーディーイェ郡）fa
- オルーミーイェ（ارومیه; Orūmīyeh: 西アーザルバーイジャーン州オルーミーイェ郡）fa en
- オルズーイーイェ（ارزوئیه; Orzū’īyeh: ケルマーン州バーフト郡）fa

## カ
- ガーヴバンディー（گاوبندی; Gāvbandī: ホルモズガーン州ガーヴバンディー郡）fa
- ガーエミーイェ（قائمیه; Qāemīeh: ファールス州カーゼルーン郡）fa
- ガーエムシャフル（قائم‌شهر; Qā’em Shahr: マーザンダラーン州ガーエムシャフル郡）fa
- ガーエン（قاین (قائن); Qā’en: 南ホラーサーン州ガーエナート郡）fa
- カーキー（کاکی; Kākī: ブーシェフル州ダシュティー郡）fa
- カーシャーン（کاشان; Kāshān: エスファハーン州カーシャーン郡）fa en
- カーシュマル（کاشمر; Kāshmar: ラザヴィー・ホラーサーン州カーシュマル郡）fa
- ガーズィー（قاضی; Qāẓī: 北ホラーサーン州マーネ・サマーガーン郡）fa
- カーゼマーバード（کاظم‌آباد; Kāẓemābād: ケルマーン州ケルマーン郡）fa
- ガーセマーバード（قاسم‌آباد; Qāsemābād: ラザヴィー・ホラーサーン州ハーフ郡）fa
- カーゼルーン（کازرون; Kazerūn: ファールス州カーゼルーン郡）fa
- ガーデラーバード（قادرآباد; Qāderābād: ファールス州ホッラムビード郡）fa
- カーニースール（کانی‌سور; Kānīsūr: コルデスターン州バーネ郡）fa
- カーハク（کاخک; Kākhak: ラザヴィー・ホラーサーン州ゴナーバード郡）fa
- カームフィールーズ（کامفیروز; Kāmfīrūz: ファールス州マルヴダシュト郡）fa
- カームヤーラーン（کامیاران; Kāmyārān: コルデスターン州カームヤーラーン郡）fa en
- ガーリーキャシュ（گالیکش; Gālīkash: ゴレスターン州ミーヌーダシュト郡）fa
- カーリーズ（کاریز; Kārīz: ラザヴィー・ホラーサーン州ターイバード郡）fa
- ガズヴィーン（قزوین; Qazvīn: ガズヴィーン州ガズヴィーン郡）fa
- ガスルガンド（قصرقند; Qaṣrqand: スィースターン・バルーチェスターン州ニークシャフル郡）fa
- ガスレ・シーリーン（قصرشیرین; Qasr-e Shīrīn: ケルマーンシャー州ガスレ・シーリーン郡）fa
- ガダムガーフ（قدمگاه; Qadamgāh: ラザヴィー・ホラーサーン州ネイシャーブール郡）fa
- ガナヴァート（قنوات; Qanavāt: ゴム州ゴム郡）fa
- ガハーヴァンド（قهاوند; Qahāvand: ハマダーン州ハマダーン郡）fa
- ガフデリージャーン（قهدریجان; Qahderījān: エスファハーン州ファラーヴァルジャーン郡）fa
- ガムサル（قمصر; Qamṣar: エスファハーン州カーシャーン郡）fa
- ガランダラーバード（قلندرآباد; Qalandarābād: ラザヴィー・ホラーサーン州ファリーマーン郡）fa
- ガルエアーガージュ（قره‌آغاج; Qareh Āghāj: 東アーザルバーイジャーン州チャーラー・イマーグ郡）fa
- ガルエイェ・ライースィー（قلعه رئیسی; Qal‘eh-ye Ra’īsī: コフギールーイェ・ブーイェル＝アフマド州コフギールーイェ郡）fa
- ガルエズィヤーエッディーン（قره‌ضیاءالدین; Qareh Ẓiyā’eddīn: 西アーザルバーイジャーン州ホイ郡）fa
- ガルエ・ギャンジュ（قلعه گنج; Qal‘eh Ganj: ケルマーン州ガルエ・ギャンジュ郡）fa
- ガルエ・トル（قلعه‌تل; Qal‘eh Tol: フーゼスターン州バーグマレク郡）fa
- ガルエ・ハージェ（قلعه خواجه; Qal‘eh Khājeh: フーゼスターン州マスジェド・ソレイマーン郡）fa
- ガルチャク（قرچک; Qarchak: テヘラン州ヴァラーミーン郡）fa

## キ
- ギーヴィー（گیوی; Gīvī: アルダビール州コウサル郡）fa
- キーシュ（کیش; Kīsh: ホルモズガーン州バンダレ・レンゲ郡）fa
- キーラーン（کیلان; Kīlān: テヘラン州ダマーヴァンド郡）fa en
- ギール（قیر; Qīr: ファールス州ギール・カルズィーン郡）fa
- キヤーコラー（کیاکلا; Kiyākolā: マーザンダラーン州ガーエムシャフル郡）fa
- キヤーサル（کیاسر; Kiyāsar: マーザンダラーン州サーリー郡）fa
- キヤーシャフル（کیاشهر; Kiyāshahr: ギーラーン州アースターネイェ・アシュラフィーイェ郡）fa
- キヤーン（کیان; Kiyān: チャハールマハール・バフティヤーリー州シャフレ・コルド郡）fa
- キヤーンシャフル（کیان‌شهر; Kiyānshahr: ケルマーン州クーフバナーン郡）fa
- キャヴァール（کوار; Kavār: ファールス州シーラーズ郡）fa
- ギャザナク（گزنک; Gazanak: マーザンダラーン州アーモル郡）fa
- キャシュクーイーイェ（کشکوئیه; Kashkū’īyeh: ケルマーン州ラフサンジャーン郡）fa
- ギャズ（گز; Gaz: エスファハーン州ボルハール・メイメ郡）fa
- ギャターブ（گتاب; Gatāb: マーザンダラーン州バーボル郡）fa
- ギャッラーブ（گراب; Garrāb: ロレスターン州クーフダシュト郡）fa
- ギャトヴァンド（گتوند; Gatvand: フーゼスターン州ギャトヴァンド郡）fa
- キャドキャン（کدکن; Kadkan: ラザヴィー・ホラーサーン州トルバテ・ヘイダリーイェ郡）fa
- キャハク（کهک; Kahak: ゴム州ゴム郡）fa
- ギャフヴァーレ（گهواره; Gahvāreh: ケルマーンシャー州ダーラーフー郡）fa
- キャブータラーハング（کبودرآهنگ; Kabūtarāhang: ハマダーン州キャブーダルアーハング郡）fa
- キャフヌージュ（کهنوج; Kahnūj: ケルマーン州キャフヌージュ郡）fa
- キャフリーザク（کهریزک; Kahrīzak: テヘラン州レイ郡）fa
- キャフリーズサング（کهریزسنگ; Kahrīzsang: エスファハーン州ナジャファーバード郡）fa
- ギャフルー（گهرو; Gahrū: チャハールマハール・バフティヤーリー州シャフレ・コルド郡）fa
- キャマールシャフル（کمال‌شهر; Kamālshahr: アルボルズ州キャラジ郡）fa
- キャムシェジェ（کمشجه; Kamshejeh: エスファハーン州ボルハール・メイメ郡）fa
- ギャヤーン（گیان; Gayān: ハマダーン州ナハーヴァンド郡）fa
- キャラーテ・ヒージュ（کلاته خیج; Kalāteh Khīj: セムナーン州シャールード郡）fa
- キャラート（کلات; Kalāt: ラザヴィー・ホラーサーン州キャラート郡）fa
- ギャラーベ・ソフリー（گراب سفلی; Garāb-e Soflī: コフギールーイェ・ブーイェル＝アフマド州ブーイェル＝アフマド郡）fa
- キャラールダシュト（کلاردشت; Kalārdasht: マーザンダラーン州チャールース郡）fa
- キャラーレ（کلاله; Kalāleh: ゴレスターン州キャラーレ郡）fa
- キャラジ（کرج; Karaj: アルボルズ州キャラジ郡）fa en
- キャラフルード（کرهرود; Karahrūd: マルキャズィー州アラーク郡）fa
- キャラメ（کلمه; Kalameh: ブーシェフル州ダシュテスターン郡）fa
- ギャルーガーフ（گلوگاه; Galūgāh: マーザンダラーン州ギャルーガーフ郡）fa
- ギャルーガーフ（گلوگاه; Galūgāh: マーザンダラーン州バーボル郡）fa
- ギャルーガーフ（گلوگاه; Galūgāh: マーザンダラーン州ベフシャフル郡）fa
- ギャルエダール（گله‌دار; Galeh Dār: ファールス州モフル郡）fa
- キャルケヴァンド（کرکوند; Karkevand: エスファハーン州モバーラケ郡）fa
- ギャルマーブ（گرماب; Garmāb: ザンジャーン州ホダーバンデ郡）fa
- ギャルムサール（گرمسار; Garmsār: セムナーン州ギャルムサール郡）fa en
- ギャルムダッレ（گرمدره; Garmdarreh: アルボルズ州キャラジ郡）fa
- ギャルメ・ジャージャルム（گرمه جاجرم; Garmeh Jājarm: 北ホラーサーン州ジャージャルム郡）fa
- キャレイバル（کلیبر; Kaleybar: 東アーザルバーイジャーン州キャレイバル郡）fa
- キャレバスト（کله‌بست; Kaleh bast: マーザンダラーン州バーボルサル郡）fa
- キャンガーヴァル（کنگاور; Kangāvar: ケルマーンシャー州キャンガーヴァル郡）fa en
- ギャンドマーン（گندمان; Gandomān: チャハールマハール・バフティヤーリー州ボルージェン郡）fa en

## ク
- グーゲド（گوگد; Gūged: エスファハーン州ゴルパーイェガーン郡）fa
- クーザラーン（کوزران; Kūzarān: ケルマーンシャー州ケルマーンシャー郡）fa
- クーシュク（کوشک; Kūshk: エスファハーン州ホメイニーシャフル郡）fa
- グーシュチー（قوشچی; Qushchī: 西アーザルバーイジャーン州オルーミーイェ郡）fa
- クーゼコナーン（کوزه‌کنان; Kūzeh Konān: 東アーザルバーイジャーン州シャベスタル郡）fa
- クーチェスファハーン（کوچصفهان; Kūcheṣfahān: ギーラーン州ラシュト郡）fa
- グーチャーン（قوچان; Qūchān: ラザヴィー・ホラーサーン州グーチャーン郡）fa
- クーヒーヘイル（کوهی‌خیل; Kūhī Kheyr: マーザンダラーン州ジューイバール郡）fa
- クーヒーン（کوهین; Kūhīn: ガズヴィーン州ガズヴィーン郡）fa
- クーフサール（کوهسار; Kūhsār: アルボルズ州サーヴォジュボラーグ郡）fa
- クーフダシュト（کوهدشت; Kūhdasht: ロレスターン州クーフダシュト郡）fa
- クーフパーイェ（کوهپایه; Kūhpāyeh: エスファハーン州エスファハーン郡）fa
- クーフバナーン（کوهبنان; Kūhbanān: ケルマーン州クーフバナーン郡）fa
- クーメレ（کومله; Kūmeleh: ギーラーン州ランゲルード郡）fa
- グーラーブ・ザルミーフ（گوراب زرمیخ; Gūrāb Zarmīkh: ギーラーン州ソウメエサラー郡）fa
- グールチー・バーシー（قورچی‌باشی; Qurchī Bāshī: マルキャズィー州ホメイン郡）fa

## ケ
- ゲイダール（قیدار; Qeydār: ザンジャーン州ホダーバンデ郡）fa
- ゲシュム（قشم; Qeshm: ホルモズガーン州ゲシュム郡）fa
- ケターレモ・サーダートシャフル（کتالم و سادات‌شهر; Ketālem-o Sādāt shahr: マーザンダラーン州ラームサル郡）fa
- ゲラーシュ（گراش; Gerāsh: ファールス州ゲラーシュ郡）fa
- ケラーチャーイ（کلاچای; Kelāchāy: ギーラーン州ルードサル郡）fa
- ケラーラーバード（کلارآباد; Kelārābād: マーザンダラーン州トネカーボン郡）fa
- ケリーシャード・スーデルジャーン（کلیشاد و سودرجان; Kelīshād-o Sūderjān: エスファハーン州ファラーヴァルジャーン郡）fa
- ゲルドケシャーネ（گردکشانه; Gerdkeshāneh: 西アーザルバーイジャーン州ピーラーンシャフル郡）fa
- ケルマーン（کرمان; Kermān: ケルマーン州ケルマーン郡）fa en
- ケルマーンシャー（کرمانشاه; Kermānshāh: ケルマーンシャー州ケルマーンシャー郡）fa en
- ゲルミー（گرمی; Germī: アルダビール州ゲルミー郡）fa

## コ
- ゴウガーン（گوگان; Gowgān: 東アーザルバーイジャーン州アーザルシャフル郡）fa
- コウナーニー（کونانی; Kownānī: ロレスターン州クーフダシュト郡）fa
- コウラーイーム（کوراييم; Kowrā’īm: アルダビール州ニール郡）fa
- コシャーヴァルズ（کشاورز; Koshāvarz: 西アーザルバーイジャーン州シャーヒーン・デジュ郡）fa
- コシュクサラーイ（کشک‌سرای; Koshksarāy: 東アーザルバーイジャーン州マランド郡）fa
- コッレイー（کره‌ای; Korreh’ī: ファールス州ボヴァーナート郡）fa
- ゴドゥス（قدس; Qods: テヘラン州シャフリヤール郡）fa
- ゴトゥバーバード（قطب‌آباد; Qoṭbābād: ファールス州ジャフロム郡）fa
- ゴナーバード（گناباد; Gonābād: ラザヴィー・ホラーサーン州ゴナーバード郡）fa
- コナーラク（کنارک; Konārak: スィースターン・バルーチェスターン州コナーラク郡）fa
- コナールタフテ（کنارتخته; Konārtakhteh: ファールス州カーゼルーン郡）fa
- ゴミーシャーン（گمیشان; Gomīshān: ゴレスターン州バンダレ・トルキャマン郡）fa en
- コミージャーン（کمیجان; Komījān: マルキャズィー州コミージャーン郡）fa
- ゴム（قم; Qom: ゴム州ゴム郡）fa en
- コメ（کمه; Komeh: エスファハーン州セミーロム郡）fa
- コルヴァーナグ（کلوانق; Kolvānaq: 東アーザルバーイジャーン州ヘリース郡）fa
- ゴルヴェ（قروه; Qorveh: コルデスターン州ゴルヴェ郡）fa en
- ゴルヴェイェ・ダルジャズィーン（قروه درجزین; Qorbeh Darjazīn: ハマダーン州ラザン郡）fa
- コルール（کلور; Kolūr: アルダビール州ハルハール郡）fa
- ゴルガーバード（غرق‌آباد; Qorqābād: マルキャズィー州サーヴェ郡）fa
- ゴルガーン（گرگان; Gorgān: ゴレスターン州ゴルガーン郡）fa en
- ゴルザール（گلزار; Golzār: ケルマーン州バルドスィール郡）fa
- ゴルシャフル（گل‌شهر; Golshahr: エスファハーン州ゴルパーイェガーン郡）fa
- ゴルダシュト（گل‌دشت; Goldasht: エスファハーン州ナジャファーバード郡）fa
- ゴルタッペ（گل‌تپه; Goltappeh: ハマダーン州キャブーダルアーハング郡）fa
- コルドクーイ（کردکوی; Kordkūy: ゴレスターン州コルドクーイ郡）fa en
- ゴルパーイェガーン（گلپایگان; Golpāyegān: エスファハーン州ゴルパーイェガーン郡）fa
- ゴルバーフ（گلباف; Golbāf: ケルマーン州ケルマーン郡）fa
- ゴルムールティー（گلمورتی; Golmūrtī: スィースターン・バルーチェスターン州ダルガーン郡）fa
- ゴレスターン（گلستان; Golestān: テヘラン州ロバートキャリーム郡）fa
- コング（کنگ; Kong: ホルモズガーン州バンダレ・レンゲ郡）fa
- コンドル（کندر; Kondor: ラザヴィー・ホラーサーン州ハリーラーバード郡）fa
- ゴンバデ・カーヴース（گنبد کاووس; Gonbad-e Kāvūs: ゴレスターン州ゴンバデ・カーヴース郡）fa en

## サ
- サアーダトシャフル（سعادت‌شهر; Sa‘ādat Shahr: ファールス州パーサールガード郡）fa
- サーイーンガルエ（صائین‌قلعه; Ṣā’īn Qal’eh: ザンジャーン州アブハル郡）fa
- ザーヴィーイェ（زاویه; Zāvīyeh: マルキャズィー州ザランディーイェ郡）fa
- サーヴェ（ساوه; Sāveh: マルキャズィー州サーヴェ郡）fa
- ザーゲ（زاغه; Zāgheh: ロレスターン州ホッラマーバード郡）fa
- サアダーバード（سعدآباد; Sa’adābād: ブーシェフル州ダシュテスターン郡）fa
- ザーヘダーン（زاهدان; Zāhedān: スィースターン・バルーチェスターン州ザーヘダーン郡）fa en
- ザーヘドシャフル（زاهدشهر; Zāhedshahr: ファールス州ファサー郡）fa
- サーヘブ（صاحب; Ṣāḥeb: コルデスターン州サッゲズ郡）fa
- ザーボリー（زابلی; Zābolī: スィースターン・バルーチェスターン州メヘレスターン郡）fa
- ザーボル（زابل; Zābol: スィースターン・バルーチェスターン州ザーボル郡）fa en
- サーマーン（سامان; Sāmān: チャハールマハール・バフティヤーリー州シャフレ・コルド郡）fa en
- サーマン（سامن; Sāman: ハマダーン州マラーイェル郡）fa
- ザーヤンデルード（زاینده‌رود; Zāyandeh Rūd: エスファハーン州レンジャーン郡）fa
- サーランド（سالند; : フーゼスターン州デズフール郡）fa
- サーリー（ساری; Sārī: マーザンダラーン州サーリー郡）fa
- ザールチュ（زارچ; Zārch: ヤズド州ヤズド郡）fa
- サーレハーバード（صالح‌آباد; Saleḥābād: イーラーム州メフラーン郡）fa
- サーレハーバード（صالح آباد; Ṣāleḥābād: テヘラン州ロバートキャリーム郡）fa
- サーレハーバード（صالح‌آباد; Ṣāleḥābād: ハマダーン州バハール郡）fa
- サーレハーバード（صالح‌آباد; Ṣāleḥābād: ラザヴィー・ホラーサーン州トルバテ・ジャーム郡）fa
- ザヴァーレ（زواره; Zavāreh: エスファハーン州アルデスターン郡）fa
- サグザーバード（سگزآباد; Sagzābād: ガズヴィーン州ブーイーン・ザフラー郡）fa
- サグズィー（سگزی; Sagzī: エスファハーン州エスファハーン郡）fa
- サッゲズ（سقز; Saqqez: コルデスターン州サッゲズ郡）fa en
- ザッリーナーバード（زرین‌آباد; Zarrīnābād: ザンジャーン州イージュルード郡）fa
- ザッリーネ（زرینه; Zarrīneh: コルデスターン州ディーヴァーンダッレ郡）fa
- ザッリーンシャフル（زرین‌شهر; Zarrīnshahr: エスファハーン州レンジャーン郡）fa en
- ザッリーンルード（زرین‌رود; Zarrīnrūd: ザンジャーン州ホダーバンデ郡）fa
- サトル（سطر; Saṭr: ケルマーンシャー州ソンゴル郡）fa
- サナンダジュ（سنندج; Sanandaj: コルデスターン州サナンダジュ郡）fa en
- サバーシャフル（صباشهر; Ṣabāshahr: テヘラン州シャフリヤール郡）fa
- サファーシャフル（صفاشهر; Ṣafāshahr: ファールス州ホッラムビード郡）fa
- サファーダシュト（صفادشت; Ṣafādasht: テヘラン州シャフリヤール郡）fa
- サフィーアーバード（صفی‌آباد; Ṣafīābād: 北ホラーサーン州エスファラーイェン郡）fa
- サフィーアーバード（صفی‌آباد; Ṣafīābād: フーゼスターン州デズフール郡）fa
- サブゼヴァール（سبزوار; Sabzevār: ラザヴィー・ホラーサーン州サブゼヴァール郡）fa
- サフネ（صحنه; Ṣaḥneh: ケルマーンシャー州サフネ郡）fa
- サラーヴァーン（سراوان; Sarāvān: スィースターン・バルーチェスターン州サラーヴァーン郡）fa
- サラーブ（سراب; Sarāb: 東アーザルバーイジャーン州サラーブ郡）fa
- サラーブレ（سرابله; Sarābleh: イーラーム州シールヴァーン・チャルダーヴォル郡）fa
- サラーブ・ドウレ（سراب‌دوره; Sarāb Dowreh: ロレスターン州ホッラマーバード郡）fa
- サラーミー（سلامی; Slāmī: ラザヴィー・ホラーサーン州ハーフ郡）fa
- サラーヤーン（سرایان; Sarāyān: 南ホラーサーン州サラーヤーン郡）fa
- サラフス（سرخس; Sarakhs: ラザヴィー・ホラーサーン州サラフス郡）fa
- ザランド（زرند; Zarand: ケルマーン州ザランド郡）fa en
- サルヴァーバード（سروآباد; Sarvābād: コルデスターン州サルヴァーバード郡）fa
- サルヴェスターン（سروستان; Sarvestān: ファールス州サルヴェスターン郡）fa
- サルエイン（سرعین; Sar‘eyn: アルダビール州サルエイン郡）fa
- ザルガーン（زرقان; Zarqān: ファールス州ザルガーン郡）fa
- ザルギャルマハッレ（زرگرمحله; Zargar Mahalleh: マーザンダラーン州バーボル郡）fa
- サルダシュト（سردشت; Sardasht: フーゼスターン州ベフバハーン郡）fa
- サルダシュト（سردشت; Sadasht: 西アーザルバーイジャーン州サルダシュト郡）fa en
- サルドルード（سردرود; Sardrūd: 東アーザルバーイジャーン州タブリーズ郡）fa
- ザルナグ（زرنق; Zarnaq: 東アーザルバーイジャーン州ヘリース郡）fa
- ザルネ（زرنه; Zarneh: イーラーム州エイヴァーン郡）fa
- サルバース（سرباز; Sarbāz: スィースターン・バルーチェスターン州サルバーズ郡）fa
- サルビーシェ（سربیشه; Sarbīsheh: 南ホラーサーン州サルビーシェ郡）fa
- サルマース（سلماس; Salmās: 西アーザルバーイジャーン州サルマース郡）fa en
- サルマーンシャフル（سلمان‌شهر; Salmānshahr: マーザンダラーン州トネカーボン郡）fa
- サルマスト（سرمست; Sarmast: ケルマーンシャー州西ギーラーン郡）fa
- サレポレゾハーブ（سرپل ذهاب; Sar-e Pol-e Dhohāb: ケルマーンシャー州サレポレソハーブ郡）fa
- サンガーン（سنگان; Sangān: ラザヴィー・ホラーサーン州ハーフ郡）fa
- ザンギヤーバード（زنگی‌آباد; Zangīābād: ケルマーン州ケルマーン郡）fa
- ザンギャネ（زنگنه; Zanganeh: ハマダーン州マラーイェル郡）fa
- サンギャル（سنگر; Sangar: ギーラーン州ラシュト郡）fa
- ザンジャーン（زنجان; Zanjān: ザンジャーン州ザンジャーン郡）fa en
- サンハースト（سنخواست; Sankhāst: 北ホラーサーン州ジャージャルム郡）fa

## シ
- シーバーン（شیبان; Shībān: フーゼスターン州アフヴァーズ郡）fa
- シーラーズ（شیراز; Shīrāz: ファールス州シーラーズ郡）fa
- ジーランデフ（جیرنده; Jīrandeh: ギーラーン州ルードバール郡）fa en
- シーリーンスー（شیرین‌سو; Shīrīnsū: ハマダーン州キャブーダルアーハング郡）fa
- シールヴァーン（شیروان; Shīrvān: 北ホラーサーン州シールヴァーン郡）fa
- シールガーフ（شیرگاه; Shīrgāh: マーザンダラーン州サヴァドクーフ郡）fa
- ジーロフト（جیرفت; Jīroft: ケルマーン州ジーロフト郡）fa en
- シェヴィーシェ（شویشه; Shevīsheh: コルデスターン州サナンダジュ郡）fa
- シェシュタマド（ششتمد; Sheshtamad: ラザヴィー・ホラーサーン州サブゼヴァール郡）fa
- シェシュデフ（ششده; Sheshdeh: ファールス州ファサー郡）fa
- ジェナーフ（جناح; Jenāḥ: ホルモズガーン州バスタク郡）fa
- シェンダーバード（شندآباد; Shendābād: 東アーザルバーイジャーン州シャベスタル郡）fa
- ジャーイザーン（جایزان; Jāyzān: フーゼスターン州オミーディーイェ郡）fa
- シャーザンド（شازند; Shāzand: マルキャズィー州シャーザンド郡）fa
- シャーダード（شهداد; Shahdād: ケルマーン州ケルマーン郡）fa
- シャーディーイェ（شاهدیه; Shāhdīyeh: ヤズド州ヤズド郡）fa
- シャーデガーン（شادگان; Shādegān: フーゼスターン州シャーデガーン郡）fa
- シャーヒーンシャフル（شاهین‌شهر; Shāhīn Shahr: エスファハーン州ボルハール・メイメ郡）fa
- シャーヒーン・デジュ（شاهین‌دژ; Shāhīn Dezh: 西アーザルバーイジャーン州シャーヒーン・デジュ郡）fa en
- ジャアファラーバード（جعفرآباد; Ja‘afarābād: アルダビール州ビーラサヴァール郡）fa
- ジャアファリーイェ（جعفریه; Ja‘afarīyeh: ゴム州ゴム郡）fa
- シャーヘドシャフル（شاهدشهر; Shāhedshahr: テヘラン州シャフリヤール郡）fa
- シャーミールザード（شهمیرزاد; Shahmīrzād: セムナーン州マフディーシャフル郡）fa en
- シャール（شال; Shāl: ガズヴィーン州ブーイーン・ザフラー郡）fa
- シャールード（شاهرود; Shāhrūd: セムナーン州シャールード郡）fa en
- ジャールグ（جالق; Jālq: スィースターン・バルーチェスターン州ジャールグ郡）fa
- シャーレザー（شهرضا; Shahreẓā: エスファハーン州シャーレザー郡）fa en
- シャーンディーズ（شاندیز; Shāndīz: ラザヴィー・ホラーサーン州マシュハド郡）fa
- ジャヴァーダーバード（جوادآباد; Javadābād: テヘラン州ヴァラーミーン郡）fa
- ジャヴァーンルード（جوانرود; Javānrūd: ケルマーンシャー州ジャヴァーンルード郡）fa en
- ジャガターイ（جغتای; Jaqatāi: ラザヴィー・ホラーサーン州サブゼヴァール郡）fa
- ジャバール・バーレズ（جبالبارز; Jabāl Bārez: ケルマーン州ジーロフト郡）fa
- シャバーンカーレ（شبانکاره; Shabānkāreh: ブーシェフル州ダシュテスターン郡）fa
- シャフト（شفت; Shaft: ギーラーン州シャフト郡）fa
- シャフリヤール（شهریار; Shahriyār: テヘラン州シャフリヤール郡）fa
- シャフレ・コルド（شهرکرد; Shahr-e Kord: チャハールマハール・バフティヤーリー州シャフレ・コルド郡）fa en
- シャフレ・ジャディーデ・ハシュトゲルド（شهر جدید هشتگرد; Shahr-e Jadīd-e Hashtgerd: アルボルズ州サーヴォジュボラーグ郡）fa
- シャフレ・バーバク（شهربابک; Shahr-e Bābak: ケルマーン州シャフレ・バーバク郡）fa
- シャフレ・ピール（شهر پیر; Shahr-e Pīr: ファールス州ザッリーンダシュト郡）fa
- ジャフロム（جهرم; Jahrom: ファールス州ジャフロム郡）fa en
- シャベスタル（شبستر; Shabestar: 東アーザルバーイジャーン州シャベスタル郡）fa en
- ジャム（جم; Jam: ブーシェフル州ジャム郡）fa
- シャラビヤーン（شربیان; Sharabiyān: 東アーザルバーイジャーン州サラーブ郡）fa
- シャラフハーネ（شرفخانه; Sharafkhāneh: 東アーザルバーイジャーン州シャベスタル郡）fa
- シャラムザール（شلمزار; Shalamzār: チャハールマハール・バフティヤーリー州シャフレ・コルド郡）fa
- シャリーファーバード（شریف‌آباد; Sharīfābād: テヘラン州パークダシュト郡）fa
- シャルマーン（شلمان; Shalmān: ギーラーン州ランゲルード郡）fa
- ジャンダグ（جندق; Jandaq: エスファハーン州ナーイーン郡）fa
- ジャンナトシャフル（جنت‌شهر; Jannat Shahr: ファールス州ダーラーブ郡）fa
- ジューイバール（جویبار; Jūybār: マーザンダラーン州ジューイバール郡）fa en
- シューシュ（شوش; Shūsh: フーゼスターン州シューシュ郡）fa
- シューシュタル（شوشتر; Shūshtar: フーゼスターン州シューシュタル郡）fa
- シュースフ（شوسف; Shūsf: 南ホラーサーン州ネフバンダーン郡）fa
- シュート（شوط; Shūṭ: 西アーザルバーイジャーン州マークー郡）fa
- ジューノガーン（جونقان; Jūnoqān: チャハールマハール・バフティヤーリー州ファールサーン郡）fa
- ジューパール（جوپار; Jūpār: ケルマーン州ケルマーン郡）fa
- ジューヨム（جویم; Jūyom: ファールス州ジャフロム郡）fa
- ジュールーガーン（جوروقان; Jūrūqān: ハマダーン州ハマダーン郡）fa
- ジョウカール（جوکار; Jowkār: ハマダーン州マラーイェル郡）fa
- ショウガーン（شوقان; Showqān: 北ホラーサーン州ジャージャルム郡）fa
- ジョウシェガーン・カームー（جوشقان و کامو; Jowsheqān-o Kāmū: エスファハーン州カーシャーン郡）fa
- ジョルファー（جلفا; Jolfā: 東アーザルバーイジャーン州ジョルファー郡）fa en

## ス
- スィーサフト（سی‌سخت; Sīsakht: コフギールーイェ・ブーイェル＝アフマド州デナー郡）fa
- スィース（سیس; Sīs: 東アーザルバーイジャーン州シャベスタル郡）fa
- ズィーバーシャフル（زیباشهر; Zībāshahr: エスファハーン州モバーラケ郡）fa
- スィーミーネ（سیمینه; Sīmīneh: 西アーザルバーイジャーン州ブーカーン郡）fa
- スィーミーンシャフル（سیمین‌شهر; Sīmīnshahr: ゴレスターン州バンダレ・トルキャマン郡）fa
- スィーリーク（سیریک; Sīrīk: ホルモズガーン州ミーナーブ郡）fa
- ズィールアーブ（زیرآب; Zīrāb: マーザンダラーン州サヴァドクーフ郡）fa
- スィールヴァーネ（سیلوانه; Sīlvāneh: 西アーザルバーイジャーン州オルーミーイェ郡）fa
- スィールカーン（سیرکان; Sīrkān: スィースターン・バルーチェスターン州サラーヴァーン郡）fa
- スィールジャーン（سیرجان; Sīrjān: ケルマーン州スィールジャーン郡）fa en
- スィールダーン（سیردان; Sīrdān: ガズヴィーン州ガズヴィーン郡）fa
- ズィヤーアーバード（ضیاء‌آباد; Ẓiyā’ābād: ガズヴィーン州ターケスターン郡）fa
- スィヤーフキャル（سیاهکَل; Siyāhkar: ギーラーン州スィヤーフキャル郡）fa
- ズィヤーラテ・アリー（زیارت‌علی; Ziyārat-e ‘Alī: ホルモズガーン州ルーダーン郡）fa
- スィヤフチェシュメ（سیه‌چشمه; Siyah Cheshmeh: 西アーザルバーイジャーン州チャールデラーン郡）fa
- スィヤフルード（سیه‌رود; Siyahrūd: 東アーザルバーイジャーン州ジョルファー郡）fa
- スーグ（سوق; Sūq: コフギールーイェ・ブーイェル＝アフマド州コフギールーイェ郡）fa
- スーサンゲルド（سوسنگرد; Sūsangerd: フーゼスターン州ダシュテ・アーザーデガーン郡）fa
- スードジャーン（سودجان; Sūdjān: チャハールマハール・バフティヤーリー州シャフレ・コルド郡）fa
- スーフィヤーン（صوفیان; Ṣufiyān: 東アーザルバーイジャーン州シャベスタル郡）fa
- スーラーン（سوران; Sūrān: スィースターン・バルーチェスターン州サラーヴァーン郡）fa
- スーラク（سورک; Sūrak: マーザンダラーン州サーリー郡）fa
- スーリヤーン（سوریان; Sūriyān: ファールス州ボヴァーナート郡）fa
- スールマグ（سورمق; Sūrmaq: ファールス州アーバーデ郡）fa
- スーレシュジャーン（سورشجان; Sūreshjān: チャハールマハール・バフティヤーリー州シャフレ・コルド郡）fa
- スザー（سوزا; Suzā: ホルモズガーン州ゲシュム郡）fa

## セ
- セイイェダーン（سیدان; Seyyedān: ファールス州マルヴダシュト郡）fa
- ゼイダーバード（زیدآباد; Zeydābād: ケルマーン州スィールジャーン郡）fa
- セイドゥーン（صیدون; Ṣeydūn: フーゼスターン州バーグマレク郡）fa
- セガルエ（سه‌قلعه; Seqal‘eh: 南ホラーサーン州サラーヤーン郡）fa
- セデフ（سده; Sedeh: ファールス州エグリード郡）fa
- セデフイェ・レンジャーン（سده لنجان; Sedeh-ye Lenjan: エスファハーン州レンジャーン郡）fa
- ゼハク（زهک; Zehak: スィースターン・バルーチェスターン州ゼハク郡）fa
- セピードダシュト（سپیددشت; Sepīd dasht: ロレスターン州ホッラマーバード郡）fa
- セフィードシャフル（سفیدشهر; Sefīdshahr: エスファハーン州アーラーン・ビードゴル郡）fa
- セフィードダシュト（سفیددشت; Sefīddasht: チャハールマハール・バフティヤーリー州ボルージェン郡）fa
- セミーロム（سمیرم; Semīrom: エスファハーン州セミーロム郡）fa en
- セムナーン（سمنان; Semnān: セムナーン州セムナーン郡）fa en
- セリーシャーバード（سریش‌آباد; Serīshābād: コルデスターン州ゴルヴェ郡）fa
- セルカーン（سرکان; Serkān: ハマダーン州トゥーイセルカーン郡）fa
- セロウ（سرو; Serow: 西アーザルバーイジャーン州オルーミーイェ郡）fa
- センジャーン（سنجان; Senjān: マルキャズィー州アラーク郡）fa

## ソ
- ソウマール（سومار; Sowmār: ケルマーンシャー州ガスレ・シーリーン郡）fa
- ソウメエサラー（صومعه سرا; Ṣowme‘ehsara: ギーラーン州ソウメエサラー郡）fa
- ソガード（صغاد; Ṣoghād: ファールス州アーバーデ郡）fa
- ソジャース（سجاس; Sojās: ザンジャーン州ホダーバンデ郡）fa
- ゾハーン（زهان; Zohān: 南ホラーサーン州ガーエナート郡）fa
- ゾヌーズ（زنوز; Zonūz: 東アーザルバーイジャーン州マランド郡）fa
- ゾフレ（زهره; Zohreh: フーゼスターン州ヘンディージャーン郡）fa
- ソルターナーバード（سلطان‌آباد; Solṭānābād: ラザヴィー・ホラーサーン州サブゼヴァール郡）fa
- ソルターニーイェ（سلطانیه; Sorṭānīyeh: ザンジャーン州アブハル郡）fa en
- ソルハン・キャラーテ（سرخنکلاته; Sorkhan Kalāteh: ゴレスターン州ゴルガーン郡）fa
- ソルフルード（سرخ‌رود; Sorkhrūd: マーザンダラーン州マフムーダーバード郡）fa
- ソルヘ（سرخه; Sorkheh: セムナーン州セムナーン郡）fa
- ソンゴル（سنقر; Sonqor: ケルマーンシャー州ソンゴル郡）fa en

## タ
- ターイバード（تایباد; Tāybād: ラザヴィー・ホラーサーン州ターイバード郡）fa en
- ダーヴァルザン（داورزن; Dāvarzan: ラザヴィー・ホラーサーン州サブゼヴァール郡）fa
- ダーヴーダーバード（داوودآباد; Dāvūdābād: マルキャズィー州アラーク郡）fa
- ターガーナク（طاقانک; Ṭāqānak: チャハールマハール・バフティヤーリー州シャフレ・コルド郡）fa
- ターケスターン（تاکستان; Tākestān: ガズヴィーン州ターケスターン郡）fa en
- ターゼアーバード（تازه‌آباد; Tāzehābād: ケルマーンシャー州ソラーセ・バーバージャーニー郡）fa
- ターゼキャンデ・アングート（تازه‌کند انگوت; Tāzeh Kand-e Angūt: アルダビール州ゲルミー郡）fa
- ターゼシャフル（تازه‌شهر; Tāzeh Shahr: 西アーザルバーイジャーン州サルマース郡）fa
- ダーネスファハーン（دانسفهان; Danesfahān: ガズヴィーン州ブーイーン・ザフラー郡）fa
- ダーブーダシュト（دابودشت; Dābūdasht: マーザンダラーン州アーモル郡）fa
- ターヘリー（طاهری; Ṭāherī: ブーシェフル州バンダレ・コンガーン郡）fa
- ダーマネ（دامنه; Dāmaneh: エスファハーン州フェレイダン郡）fa
- ダームガーン（دامغان; Dāmghān: セムナーン州ダームガーン郡）fa en
- ダーラーブ（داراب; Dārāb: ファールス州ダーラーブ郡）fa
- ダーラーン（داران; Dārān: エスファハーン州フェレイダン郡）fa
- ダーラキー（دالکی; Dālakī: ブーシェフル州ダシュテスターン郡）fa
- ダーリヤーン（داریان; Dāriyān: ファールス州シーラーズ郡）fa
- タールフーンチェ（طالخونچه; Ṭālkhūncheh: エスファハーン州モバーラケ郡）fa
- ターレガーン（طالقان; Ṭāleqān: アルボルズ州ターレガーン郡）fa
- タカーブ（تکاب; Takāb: 西アーザルバーイジャーン州タカーブ郡）fa en
- タジュリーシュ（تجریش; Tajrīsh: テヘラン州シェミーラーナート郡）fa en
- タスージュ（طسوج; Ṭasūj: 東アーザルバーイジャーン州シャベスタル郡）fa
- ダストゲルド（دستگرد; Dastgerd: エスファハーン州ボルハール・メイメ郡）fa
- ダストジェルド（دستجرد; Dastjerd: ゴム州ゴム郡）fa
- タバス（طبس; Ṭabas: ヤズド州タバス郡）fa
- ダビーラーン（دبیران; Dabīrān: ファールス州ザッリーンダシュト郡）fa
- タフト（تفت; Taft: ヤズド州タフト郡）fa
- タブリーズ（تبریز; Tabrīz: 東アーザルバーイジャーン州タブリーズ郡）fa en
- タフレシュ（تفرش; Tafresh: マルキャズィー州タフレシュ郡）fa en
- ダマーヴァンド（دماوند; Damāvand: テヘラン州ダマーヴァンド郡）fa
- ダマグ（دمق; Damaq: ハマダーン州ラザン郡）fa
- ダラグ（درق; Daraq: 北ホラーサーン州ジャージャルム郡）fa
- ダランド（دلند; Daland: ゴレスターン州ラーミヤーン郡）fa
- ダルギャズ（درگز; Dargaz: ラザヴィー・ホラーサーン州ダルギャズ郡）fa
- ダルギャハーン（درگهان; Dargahān: ホルモズガーン州ゲシュム郡）fa
- タルク（ترک; Tark: 東アーザルバーイジャーン州ミヤーネ郡）fa
- ダルシャフル（دره‌شهر; Darshahr: イーラーム州ダルシャフル郡）fa
- ダルベ・ゴンバド（درب گنبد; Darb-e Gonbad: ロレスターン州クーフダシュト郡）fa
- ダルベ・ベヘシュト（درب بهشت; Darb-e Behesht: ケルマーン州ジーロフト郡）fa
- ダルルード（دررود; Darrūd: ラザヴィー・ホラーサーン州ネイシャーブール郡）fa
- タンゲエラム（تنگ ارم; Tang-e Eram: ブーシェフル州ダシュテスターン郡）fa
- ダンディー（دندی; Dandī: ザンジャーン州マーフネシャーン郡）fa

## チ
- チェガーベル（چقابل; Cehqābel: ロレスターン州クーフダシュト郡）fa
- チェナーラーン（چناران; Chenārān: ラザヴィー・ホラーサーン州チェナーラーン郡）fa en
- チェナーレ（چناره; Chenāreh: コルデスターン州マリーヴァーン郡）fa
- チェルゲルド（چلگرد; Chergerd: チャハールマハール・バフティヤーリー州クーフラング郡）fa en
- チェルマヒーン（چرمهین; Chermahīn: エスファハーン州レンジャーン郡）fa
- チャーデガーン（چادگان; Chādegān: エスファハーン州チャーデガーン郡）fa
- チャーバハール（چابهار; Chābahār: スィースターン・バルーチェスターン州チャーバハール郡）fa en
- チャーペシュルー（چاپشلو; Chāpeshlū: ラザヴィー・ホラーサーン州ダルギャズ郡）fa
- チャーボクサル（چابکسر; Chāboksar: ギーラーン州ルードサル郡）fa
- チャーラーンチューラーン（چالانچولان; Chālān Chūlān: ロレスターン州ドルード郡）fa
- チャールース（چالوس; Chālūs: マーザンダラーン州チャールース郡）fa en
- チャヴァール（چوار; Chavār: イーラーム州イーラーム郡）fa
- チャヴァルザグ（چورزق; Chavarzaq: ザンジャーン州ターロム郡）fa
- チャガルヴァンディー（چغلوندی; Chaqalvandī: ロレスターン州ホッラマーバード郡）fa
- チャキャネ（چکنه; Chakaneh: ラザヴィー・ホラーサーン州ネイシャーブール郡）fa
- チャトルード（چترود; Chatrūd: ケルマーン州ケルマーン郡）fa
- チャハールバーグ（چهارباغ; Chahārbāgh: アルボルズ州サーヴォジュボラーグ郡）fa
- チャハールボルジュ（چهاربرج; Chahārborj: 西アーザルバーイジャーン州ミヤーンドアーブ郡）fa
- チャハール・ダーンゲ（چهاردانگه; Chahār Dangeh: テヘラン州エスラームシャフル郡）fa
- チャハール・ダーンゲ（چهاردانگه; Chahār Dangeh: アルボルズ州サーヴォジュボラーグ郡）fa
- チャマスターン（چمستان; Chamastān: マーザンダラーン州ヌール郡）fa
- チャムゴルダーン（چم گردان; Chamgordān: エスファハーン州レンジャーン郡）fa
- チャムラーン（چمران; Chamrān: フーゼスターン州バンダレ・マーフシャフル郡）fa
- チャラーム（چرام; Charām: コフギールーイェ・ブーイェル＝アフマド州チャラーム郡）fa
- チューバル（چوبر; Chūbar: ギーラーン州タヴァーレシュ郡）fa
- チョガーダク（چغادک; Choghādak: ブーシェフル州バンダレ・ブーシェフル郡）fa

## テ
- ディーヴァーンダッレ（دیواندره; Dīvāndarreh: コルデスターン州ディーヴァーンダッレ郡）fa
- ティークメダーシュ（تیکمه‌داش; Tīkmeh Dash: 東アーザルバーイジャーン州ボスターナーバード郡）fa
- ディーザジュ（دیزج; Dīzaj: コルデスターン州ゴルヴェ郡）fa
- ディーシュムーク（دیشموک; Dīshmūk: コフギールーイェ・ブーイェル＝アフマド州コフギールーイェ郡）fa
- ディーズィーチェ（دیزیچه; Dīzīcheh: エスファハーン州モバーラケ郡）fa
- ディーバージュ（دیباج; Dībāj: セムナーン州ダームガーン郡）fa en
- ティーラーン（تیران; Tīrān: エスファハーン州ティーラーン・コルーン郡）fa en
- デイフーク（دیهوک; Deyhūk: ヤズド州タバス郡）fa
- デイラマーン（دیلمان; Deylamān: ギーラーン州スィヤーフキャル郡）fa
- デズアーブ（دزآب; Dez Āb: フーゼスターン州デズフール郡）fa
- デズフール（دزفول; Dezfūl: フーゼスターン州デズフール郡）fa
- デハーガーン（دهاقان; Dehāqān: エスファハーン州下セミーロム郡）fa
- デハグ（دِهَق; Dehaq: エスファハーン州ナジャファーバード郡）fa
- デハジュ（دهج; Dehaj: ケルマーン州シャフレ・バーバク郡）fa
- デフゲラーン（دهگلان; Dehgelān: コルデスターン州ゴルヴェ郡）fa
- デフダシュト（دهدشت; Dehdasht: コフギールーイェ・ブーイェル＝アフマド州コフギールーイェ郡）fa
- デフデズ（دهدز; Dehdez: フーゼスターン州イーゼ郡）fa
- デフロラーン（دهلران; Dehlorān: イーラーム州デフロラーン郡）fa
- テヘラン（تهران; Tehrān: テヘラン州テヘラン郡）fa en
- デヘ・バールズ（دهبارز; Deh-e Bārz: ホルモズガーン州ルーダーン郡）fa
- デリージャーン（دلیجان; Delījān: マルキャズィー州デリージャーン郡）fa
- デルヴァール（دلوار; Delvār: ブーシェフル州タンゲスターン郡）fa
- デルバラーン（دلبران; Delbarān: コルデスターン州ゴルヴェ郡）fa

## ト
- トゥーイセルカーン（تویسرکان; Tūyserkān: ハマダーン州トゥーイセルカーン郡）fa en
- ドゥーズドゥーザーン（دوزدوزان; Dūzdūzān: 東アーザルバーイジャーン州サラーブ郡）fa
- ドゥースト・モハンマド（دوست‌محمد; Dūst Moḥammad: スィースターン・バルーチェスターン州ザーボル郡）fa
- トゥーデシュク（تودشک; Tūdeshk: エスファハーン州エスファハーン郡）fa
- トゥートカーボン（توتکابن; Tūtkābon: ギーラーン州ルードバール郡）fa
- トウーレ（توره; Tūreh: マルキャズィー州シャーザンド郡）fa
- トウヒード（توحید; Towḥīd: イーラーム州シールヴァーン・チャルダーヴォル郡）fa
- ドウラターバード（دولت‌آباد; Dowlatābād: エスファハーン州ボルハール・メイメ郡）fa
- ドウラターバード（دولت‌آباد; Dowlatābād: ラザヴィー・ホラーサーン州トルバテ・ヘイダリーイェ郡）fa
- ドゴンバダーン（دوگنبدان; Do-Gonbadān: コフギールーイェ・ブーイェル＝アフマド州ギャチュサーラーン郡）fa
- トネカーボン（تنکابن; Tonekābon: マーザンダラーン州トネカーボン郡）fa en
- ドルード（دورود; Dorūd: ロレスターン州ドルード郡）fa
- トルガベ（طرقبه; Ṭorqabeh: ラザヴィー・ホラーサーン州マシュハド郡）fa
- トルキャマーンチャーイ（ترکمانچای; Torkamānchāy: 東アーザルバーイジャーン州ミヤーネ郡）fa en
- ドルチェピヤーズ（درچه‌پیاز; Dorcheh Piyāz: エスファハーン州ホメイニーシャフル郡）fa
- トルバテ・ジャーム（تربت جام; Torbat-e Jām: ラザヴィー・ホラーサーン州トルバテ・ジャーム郡）fa en
- トルバテ・ヘイダリーイェ（تربت حیدریه; Torbat-e Ḥeydārīyeh: ラザヴィー・ホラーサーン州トルバテ・ヘイダリーイェ郡）fa en

## ナ
- ナーイーン（نایین; Nāīn: エスファハーン州ナーイーン郡）fa en
- ナーガーン（ناغان; Nāghān: チャハールマハール・バフティヤーリー州アルダル郡）fa
- ナーフチ（نافچ; Nāfch: チャハールマハール・バフティヤーリー州シャフレ・コルド郡）fa
- ナールース（نالوس; Nālūs: 西アーザルバーイジャーン州オシュナヴィーイェ郡）fa
- ナガデ（نقده; Naqadeh: 西アーザルバーイジャーン州ナガデ郡）fa en
- ナザラーバード（نظرآباد; Nazarābād: アルボルズ州ナザラーバード郡）fa en
- ナザル・キャフリーズィー（نظر کهریزی; Nazar Kahrīzī: 東アーザルバーイジャーン州ハシュトルード郡）fa
- ナジャファーバード（نجف آباد; Najafābād: エスファハーン州ナジャファーバード郡）fa en
- ナジャフシャフル（نجف‌شهر; Najafshahr: ケルマーン州スィールジャーン郡）fa
- ナシュタールード（نشتارود; Nashtārūd: マーザンダラーン州トネカーボン郡）fa
- ナシュティーファーン（نشتیفان; Nashtīfān: ラザヴィー・ホラーサーン州ハーフ郡）fa
- ナスィームシャフル（نسیم‌شهر; Nasīm Shahr: テヘラン州ロバートキャリーム郡）fa
- ナスィーラーバード（نصیرآباد; Naṣīrābāad: テヘラン州ロバートキャリーム郡）fa
- ナスラーバード（نصرآباد; Naṣrābād: エスファハーン州エスファハーン郡）fa
- ナスラーバード（نصرآباد; Naṣrābād: ラザヴィー・ホラーサーン州トルバテ・ジャーム郡）fa
- ナタンズ（نطنز; Naṭanz: エスファハーン州ナタンズ郡）fa en
- ナドゥーシャン（ندوشن; Nadūshan: ヤズド州サドゥーグ郡）fa
- ナハーヴァンド（نهاوند; Nahāvand: ハマダーン州ナハーヴァンド郡）fa
- ナフレタギー（نخل تقی; Nakhr-e Taqī: ブーシェフル州バンダレ・コンガーン郡）fa
- ナミーン（نمین; Namīn: アルダビール州ナミーン郡）fa
- ナラーグ（نراق; Narāq: マルキャズィー州デリージャーン郡）fa
- ナルジェ（نرجه; Narjeh: ガズヴィーン州ターケスターン郡）fa
- ナルマーシール（نرماشیر; Narmāshīr: ケルマーン州バム郡）fa

## ニ
- ニーカーバード（نیک‌آباد; Nīkābād: エスファハーン州エスファハーン郡）fa
- ニークシャフル（نیک‌شهر; Nīkshahr: スィースターン・バルーチェスターン州ニークシャフル郡）fa
- ニームヴァル（نیمور; Nīmvar: マルキャズィー州マハッラート郡）fa
- ニームボルーク（نیمبلوک; Nīmbolūk: 南ホラーサーン州ガーエナート郡）fa
- ニール（نیر; Nīr: アルダビール州ニール郡）fa
- ニール（نیر; Nīr: ヤズド州タフト郡）fa
- ニールシャフル（نیل‌شهر; Nīl shahr: ラザヴィー・ホラーサーン州トルバテ・ジャーム郡）fa
- 西エスラーマーバード（اسلام آباد غرب; Eslamābād-e Gharb: ケルマーンシャー州西エスラーマーバード郡）fa
- 西ギーラーン（گیلان غرب; Girān Gharb: ケルマーンシャー州西ギーラーン郡）fa
- 西ケレンド（کرند غرب; Kerend-e Gharb: ケルマーンシャー州ダーラーフー郡）fa
- ニヤーサル（نیاسر; Niyāsar: エスファハーン州カーシャーン郡）fa

## ヌ
- ヌーカーバード（نوک‌آباد; Nūkābād: スィースターン・バルーチェスターン州タフターン郡）fa
- ヌーシャーバード（نوش‌آباد; Nūshābād: エスファハーン州アーラーン・ビードゴル郡）fa
- ヌードゥシェ（نودشه; Nūdsheh: ケルマーンシャー州パーヴェ郡）fa
- ヌーラーバード（نورآباد; Nūrābād: ファールス州ママッサーニー郡）fa
- ヌーラーバード（نورآباد; Nūrābād: ロレスターン州デルファーン郡）fa
- ヌール（نور; Nūr: マーザンダラーン州ヌール郡）fa

## ネ
- ネイシャーブール（نیشابور; Neyshābūr: ラザヴィー・ホラーサーン州ネイシャーブール郡）fa
- ネイリーズ（نیریز; Neyrīz: ファールス州ネイリーズ郡）fa
- ネカー（نکا; Nekā: マーザンダラーン州ネカー郡）fa
- ネガール（نگار; Negār: ケルマーン州バルドスィール郡）fa
- ネギーンシャフル（نگین‌شهر; Negīnshahr: ゴレスターン州アーザードシャフル郡）fa
- ネゴウル（نگور; Negowr: スィースターン・バルーチェスターン州チャーバハール郡）fa
- ネザームシャフル（نظام‌شهر; Nezām Shahr: ケルマーン州バム郡）fa
- ネフバンダーン（نهبندان; Nehbandān: 南ホラーサーン州ネフバンダーン郡）fa

## ノ
- ノウキャンデ（نوکنده; Nowkandeh: ゴレスターン州バンダレ・ギャズ郡）fa
- ノウシーンシャフル（نوشین‌شهر; Nowshīnshahr: 西アーザルバーイジャーン州オルーミーイェ郡）fa
- ノウシャフル（نوشهر; Nowshahr: マーザンダラーン州ノウシャフル郡）fa
- ノウスード（نوسود; Nowsūd: ケルマーンシャー州パーヴェ郡）fa
- ノウダーン（نودان; Nowdān: ファールス州カーゼルーン郡）fa
- ノウデジュ（نودژ; Nowdezh: ケルマーン州マヌージャーン郡）fa
- ノウデヘ・ハーンドゥーズ（نوده خاندوز; Nowdeh-e Khāndūz: ゴレスターン州アーザードシャフル郡）fa
- ノウバラーン（نوبران; Nowbarān: マルキャズィー州サーヴェ郡）fa
- ノウハンダーン（نوخندان; Nowkhandān: ラザヴィー・ホラーサーン州ダルギャズ郡）fa
- ノガーブ（نقاب; Noqāb: ラザヴィー・ホラーサーン州サブゼヴァール郡）fa
- ノスラターバード（نصرت‌آباد; Noṣratābād: スィースターン・バルーチェスターン州ザーヘダーン郡）fa en

## ハ
- バーイェンガーン（باینگان; Bāyengān: ケルマーンシャー州パーヴェ郡）fa
- バーイグ（بایگ; Bāyg: ラザヴィー・ホラーサーン州トルバテ・ヘイダリーイェ郡）fa
- ハーヴァラーン（خاوران; Khāvarān: ファールス州ジャフロム郡）fa
- パーヴェ（پاوه; Pāveh: ケルマーンシャー州パーヴェ郡）fa en
- バーギーン（باغین; Bāghīn: ケルマーン州ケルマーン郡）fa
- ハークアリー（خاکعلی; Khāk ‘Alī: ガズヴィーン州アーブイェク郡）fa
- パークダシュト（پاکدشت; Pākdasht: テヘラン州パークダシュト郡）fa
- バーグマレク（باغ‌ملک; Bāgh Malek: フーゼスターン州バーグマレク郡）fa
- バーゲスターン（باغستان; Bāghestān: テヘラン州シャフリヤール郡）fa
- バーゲルシャフル（باقرشهر; Bāqer Shahr: テヘラン州レイ郡）fa
- バーゲ・バハードラーン（باغ بهادران; Bāgh-e Bahādorān: エスファハーン州レンジャーン郡）fa
- バーザール・ジョムエ（بازارجمعه; Bāzār jom’eh: ギーラーン州マーサール郡）fa
- バーザルガーン（بازرگان; Bāzargān: 西アーザルバーイジャーン州マークー郡）fa
- ハージーアーバード（حاجی‌آباد; Ḥājīābād: ファールス州ザッリーンダシュト郡）fa
- ハージーアーバード（حاجی‌آباد; Ḥājīābād: ホルモズガーン州ハージーアーバード郡）fa
- ハージーアーバード（حاجی‌آباد; Ḥājīābād: 南ホラーサーン州ガーエナート郡）fa
- ハージェ（خواجه; Khājeh: 東アーザルバーイジャーン州ヘリース郡）fa
- ハーシュ（خاش; Khāsh: スィースターン・バルーチェスターン州ハーシュ郡）fa
- バージュギーラーン（باجگیران; Bājgīrān: ラザヴィー・ホラーサーン州グーチャーン郡）fa
- バーシュト（باشت; Bāsht: コフギールーイェ・ブーイェル＝アフマド州バーシュト郡）fa
- バースメンジュ（باسمنج; Bāsmenj: 東アーザルバーイジャーン州タブリーズ郡）fa
- ハーディーシャフル（هادی‌شهر; Hādi Shahr: 東アーザルバーイジャーン州ジョルファー郡）fa
- バードルード（بادرود; Bādrūd: エスファハーン州ナタンズ郡）fa
- ハーヌーク（خانوک; Khānūk: ケルマーン州ザランド郡）fa
- バーネ（بانه; Bāneh: コルデスターン州バーネ郡）fa en
- ハーノムルード（خانمرود; Khanom rūd: 東アーザルバーイジャーン州ヘリース郡）fa
- バーバーヘイダル（باباحیدر; Bābā Ḥeydar: チャハールマハール・バフティヤーリー州ファールサーン郡）fa
- バーバーラシャーニー（بابارشانی; Bābārashānī: コルデスターン州ビージャール郡）fa
- バーハルズ（باخرز; Bākharz: ラザヴィー・ホラーサーン州ターイバード郡）fa
- ハーフ（خواف; Khāf: ラザヴィー・ホラーサーン州ハーフ郡）fa
- バーフグ（بافق; Bāfq: ヤズド州バーフグ郡）fa
- バーフト（بافت; Bāft: ケルマーン州バーフト郡）fa
- バーブ・アナール（باب‌انار; Bāb Anār: ファールス州ジョフロム郡）fa
- バーボル（بابل; Bābol: マーザンダラーン州バーボル郡）fa en
- バーボルサル（بابلسر; Bābolsar: マーザンダラーン州バーボルサル郡）fa en
- ハーメネ（خامنه; Khāmeneh: 東アーザルバーイジャーン州シャベスタル郡）fa
- バーラーデ（بالاده; Bālādeh: ファールス州カーゼルーン郡）fa
- パーリーズ（پاریز; Pārīz: ケルマーン州スィールジャーン郡）fa
- ハールヴァーナー（خاروانا; Khārvānā: 東アーザルバーイジャーン州ヴァルザガーン郡）fa
- バールーグ（باروق; Bārūq: 西アーザルバーイジャーン州ミヤーンドアーブ郡）fa
- バールーグ（باروق; Bārūq: 東アーザルバーイジャーン州ヘリース郡）fa
- ハールク（خارک; Khārk: ブーシェフル州バンダレ・ブーシェフル郡）fa
- パールサーバード（پارس آباد; Pārsābād: アルダビール州パールサーバード郡）fa
- ハーレダーバード（خالدآباد; Khāledābād: エスファハーン州ナタンズ郡）fa
- ハーンサール（خوانسار; Khānsār: エスファハーン州ハーンサール郡）fa en
- ハーンベビーン（خان‌ببین; Khānbebīn: ゴレスターン州ラーミヤーン郡）fa
- ハヴィーグ（حویق; Ḥaviq: ギーラーン州タヴァーレシュ郡）fa
- ハサナーバード（حسن‌آباد; Ḥasanābād: テヘラン州レイ郡）fa
- ハサナーバード（حسن‌آباد; Ḥasanābād: エスファハーン州エスファハーン郡）fa
- バジェスターン（بجستان; Bajestān: ラザヴィー・ホラーサーン州ゴナーバード郡）fa
- ハシュトゲルド（هشتگرد; Hashtgerd: アルボルズ州サーヴォジュボラーグ郡）fa en
- ハシュトジーン（هشتجین; Hashtjīn: アルダビール州ハルハール郡）fa
- ハシュトパル（هشتپر; Hashtpar: ギーラーン州タヴァーレシュ郡）fa
- ハシュトルード（هشترود; Hashtrūd: 東アーザルバーイジャーン州ハシュトルード郡）fa
- バスターム（بسطام; Basṭām: セムナーン州シャールード郡）fa en
- バスタク（بستک; Bastak: ホルモズガーン州バスタク郡）fa en
- バズマーン（بزمان; Bazmān: スィースターン・バルーチェスターン州イーラーンシャフル郡）fa
- バドレ（بدره; Badreh: イーラーム州バドレ郡）fa
- ハナー（حنا; Ḥanā: エスファハーン州セミーロム郡）fa
- バナーブ（بناب; Banāb: 東アーザルバーイジャーン州バナーブ郡）fa
- バナールーイェ（بنارویه; Banārūyeh: ファールス州ラーレスターン郡）fa
- バハーバード（بهاباد; Bahābād: ヤズド州バハーバード郡）fa
- バハーラーンシャフル（بهاران‌شهر; Bahārānshahr: エスファハーン州ファラーヴァルジャーン郡）fa
- バハール（بهار; Bahār: ハマダーン州バハール郡）fa
- バハーレスターン（بهارستان; Bahārestān: エスファハーン州エスファハーン郡）fa
- ハビーバーバード（حبیب‌آباد; Ḥabībābād: エスファハーン州ボルハール・メイメ郡）fa
- ハフシェジャーン（هفشجان; Hafshejān: チャハールマハール・バフティヤーリー州シャフレ・コルド郡）fa
- バフシャーイェシュ（بخشایش; Bakhshāyesh: 東アーザルバーイジャーン州ヘリース郡）fa
- ハフトゲル（هفتگل; Haftgel: フーゼスターン州ラームホルモズ郡）fa
- バフネミール（بهنمیر; Bahnemīr: マーザンダラーン州バーボルサル郡）fa
- バフマン（بهمن; Bahman: ファールス州アーバーデ郡）fa
- パフレ（پهله; Pahleh: イーラーム州デフロラーン郡）fa
- バフレマーン（بهرمان; Bahremān: ケルマーン州ラフサンジャーン郡）fa
- ハマダーン（همدان; Hamadān: ハマダーン州ハマダーン郡）fa
- ハミーディーイェ（حمیدیه; Ḥamīdīyeh: フーゼスターン州アフヴァーズ郡）fa
- ハミーディヤー（حمیدیا; Ḥamīdiyā: ヤズド州ヤズド郡）fa
- バム（بم; Bam: ケルマーン州バム郡）fa en
- バムプール（بمپور; Bampūr: スィースターン・バルーチェスターン州イーラーンシャフル郡）fa en
- ハメイル（حمیل; Ḥameyl: ケルマーンシャー州西エスラーマーバード郡）fa
- ハラージュー（خراجو; Kharājū: 東アーザルバーイジャーン州マラーゲ郡）fa
- ハラーメ（خرامه; Kharāmeh: ファールス州ハラーメ郡）fa
- バラヴァート（بروات; Baravāt: ケルマーン州バム郡）fa
- ハラシー（هلشی; Harashī: ケルマーンシャー州ケルマーンシャー郡）fa
- パラダイス（پردیس; Paradays: テヘラン州テヘラン郡）fa
- バラデ（بلده; Baladeh: マーザンダラーン州ヌール郡）fa
- ハラブ（حلب; Ḥalab: ザンジャーン州イージュルード郡）fa
- パランダク（پرندک; Parandak: マルキャズィー州ザランディーイェ郡）fa
- ハランド（هرند; Harand: エスファハーン州エスファハーン郡）fa
- ハリーラーバード（خلیل‌آباد; Khalīlābād: ラザヴィー・ホラーサーン州ハリーラーバード郡）fa
- ハリールシャフル（خلیل‌شهر; Khalīlshahr: マーザンダラーン州ベフシャフル郡）fa
- ハルヴ（خرو; Kharv: ラザヴィー・ホラーサーン州ネイシャーブール郡）fa
- ハルスィーン（هرسین; Harsīn: ケルマーンシャー州ハルスィーン郡）fa en
- バルズール（برزول; Barzūl: ハマダーン州ナハーヴァンド郡）fa
- バルゾク（برزک; Barzok: エスファハーン州カーシャーン郡）fa
- バルデスキャン（بردسکن; Bardeskan: ラザヴィー・ホラーサーン州バルデスキャン郡）fa
- バルドスィール（بردسیر; Bardsīr: ケルマーン州バルドスィール郡）fa en
- ハルハール（خلخال; Khalkhāl: アルダビール州ハルハール郡）fa
- バルフアンバール（برف‌انبار; Barf Anbār: エスファハーン州フェレイドゥーンシャフル郡）fa
- パレフサル（پره‌سر; Parehsar: ギーラーン州レズヴァーンシャフル郡）fa
- バンダレ・アッバース（بندرعباس; Bandar-e ‘Abbās: ホルモズガーン州バンダレ・アッバース郡）fa en
- バンダレ・アンザリー（بندرانزلی; Bandar-e Anzarī: ギーラーン州バンダレ・アンザリー郡）fa en
- バンダレ・エマーム・ホメイニー（بندر امام خمینی; Bandar-e Emām Khomeynī: フーゼスターン州バンダレ・マーフシャフル郡）fa
- バンダレ・ギャズ（بندرگز; Bandar-e Gaz: ゴレスターン州バンダレ・ギャズ郡）fa
- バンダレ・ギャナーヴェ（بندر گناوه; Bandar-e Ganāveh: ブーシェフル州バンダレ・ギャナーヴェ郡）fa
- バンダレ・コンガーン（بندر کنگان; Bandar-e Kongān: ブーシェフル州バンダレ・コンガーン郡）fa
- バンダレ・ジャースク（بندر جاسک; Bandar-e Jāsk: ホルモズガーン州バンダレ・ジャースク郡）fa
- バンダレ・ダイイェル（بندر دیر; Bandar-e Dayyer: ブーシェフル州バンダレ・ダイイェル郡）fa
- バンダレ・チャーラク（بندر چارک; Bandar-e Chārak: ホルモズガーン州バンダレ・レンゲ郡）fa
- バンダレ・デイラム（بندر دیلم; Bandar-e Deylam: ブーシェフル州バンダレ・デイラム郡）fa
- バンダレ・トルキャマン（بندرترکمن; Bandar-e Torkaman: ゴレスターン州バンダレ・トルキャマン郡）fa en
- バンダレ・ハミール（بندر خمیر; Bandar-e Khamīr: ホルモズガーン州ハミール郡）fa
- バンダレ・マーフシャフル（بندر ماهشهر; Bandar-e Māhshahr: フーゼスターン州バンダレ・マーフシャフル郡）fa
- バンダレ・リーグ（بندر ریگ; Bandar-e Rīg: ブーシェフル州バンダレ・ギャナーヴェ郡）fa
- バンダレ・レンゲ（بندرلنگه; Bandar-e Lengeh: ホルモズガーン州バンダレ・レンゲ郡）fa en

## ヒ
- ピーシーン（پیشین; Pīshīn: スィースターン・バルーチェスターン州サルバーズ郡）fa
- ビージャール（بیجار; Bījār: コルデスターン州ビージャール郡）fa en
- ピーシュヴァー（پیشوا; Pīshvā: テヘラン州ヴァラーミーン郡）fa en
- ピーシュガルエ（پیش‌قلعه; Pīshqal‘eh: 北ホラーサーン州マーネ・サマーガーン郡）fa
- ビーソトゥーン（بیستون; Bīsotūn: ケルマーンシャー州ハルスィーン郡）fa
- ヒーダジュ（هیدج; Hīdaj: ザンジャーン州アブハル郡）fa
- ビーデスターン（بیدستان; Bīdestān: ガズヴィーン州アルボルズ郡）fa
- ビードフト（بیدخت; Bīdokht: ラザヴィー・ホラーサーン州ゴナーバード郡）fa
- ピーラーンシャフル（پیرانشهر; Pīrānshahr: 西アーザルバーイジャーン州ピーラーンシャフル郡）fa en
- ビーラサヴァール（بیله سوار ; Bīla Savāl: アルダビール州ビーラサヴァール郡）fa
- ヒール（هیر; Hīr: アルダビール州アルダビール郡）fa
- ビールジャンド（بیرجند; Bīrjand: 南ホラーサーン州ビールジャンド郡）fa en
- ピールバクラーン（پیربکران; Pirbakrān: エスファハーン州ファラーヴァルジャーン郡）fa
- ビヤールジョマンド（بیارجمند; Biyārjomand: セムナーン州シャールード郡）fa

## フ
- ファーゼラーバード（فاضل‌آباد; Faẓelābād: ゴレスターン州アリーアーバード郡）fa
- ファーメニーン（فامنین; Fāmenīn: ハマダーン州ハマダーン郡）fa
- ファールージュ（فاروج; Fārūj: 北ホラーサーン州ファールージュ郡）fa
- ファールサーン（فارسان; Farsān: チャハールマハール・バフティヤーリー州ファールサーン郡）fa en
- ファールヤーブ（فاریاب; Faryāb: ケルマーン州キャフヌージュ郡）fa
- ファーレガーン（فارغان; Fāreghān: ホルモズガーン州ハージーアーバード郡）fa
- ファサー（فسا; Fasā: ファールス州ファサー郡）fa
- ファシャム（فشم; Fasham: テヘラン州シェミーラーナート郡）fa
- ファッラーシュバンド（فراشبند; Farrāshband: ファールス州ファラーシュバンド郡）fa
- ファッロフシャフル（فرخ‌شهر; Farrokh Shahr: チャハールマハール・バフティヤーリー州シャフレ・コルド郡）fa en
- ファトハーバード（فتح‌آباد; Fatḥābād: ファールス州フィーロ・カールズィーン郡）fa
- ファフラジュ（فهرج; Fahraj: ケルマーン州バム郡）fa
- ファラーヴァルジャーン（فلاورجان; Falāvarjān: エスファハーン州ファラーヴァルジャーン郡）fa en
- ファラードンベ（فرادنبه; Farādonbeh: チャハールマハール・バフティヤーリー州ボルージェン郡）fa
- ファリーマーン（فریمان; Farīmān: ラザヴィー・ホラーサーン州ファリーマーン郡）fa
- ファリーム（فریم; Farīm: マーザンダラーン州サーリー郡）fa
- ファルサファジュ（فرسفج; Farsafaj: ハマダーン州トゥーイセルカーン郡）fa
- ファルハードゲルド（فرهادگرد; Farhādgerd: ラザヴィー・ホラーサーン州ファリーマーン郡）fa
- ファルマヒーン（فرمهین; Farmahīn: マルキャズィー州タフレシュ郡）fa
- ファンヌージュ（فنوج; Fannūj: スィースターン・バルーチェスターン州ファンヌージュ郡）fa
- フィールーザーバード（فیروزآباد; Fīrūzābād: ファールス州フィールーザーバード郡）fa
- フィールーザーバード（فیروزآباد; Fīrūzābād: ロレスターン州セルセレ郡）fa
- フィールーザーン（فیروزان; Fīrūzān: ハマダーン州ナハーヴァンド郡）fa
- フィールーズクーフ（فیروزکوه; Fīrūzkūh: テヘラン州フィールーズクーフ郡）fa
- フィールーゼ（فیروزه; Fīrūzeh: ラザヴィー・ホラーサーン州ネイシャーブール郡）fa
- フィールーラグ（فیرورق; Fīrūraq: 西アーザルバーイジャーン州ホイ郡）fa
- フィーン（فین; Fīn: ホルモズガーン州バンダレ・アッバース郡）fa
- ブーイーン・ザフラー（بوئین زهرا; Būīn Zahra: ガズヴィーン州ブーイーン・ザフラー郡）fa
- ブーイーン・ソフリー（بوئین سفلی; Būīn Sofli: コルデスターン州バーネ郡）fa
- ブーイーン・ミヤーンダシュト（بوئین و میاندشت; Būīn-o Miyāndasht: エスファハーン州フェレイダン郡）fa
- ブーカーン（بوکان; Būkān: 西アーザルバーイジャーン州ブーカーン郡）fa en
- ブーシェフル（بوشهر; Būshehr: ブーシェフル州バンダレ・ブーシェフル郡）fa en
- フースフ（خوسف; Khūsf: 南ホラーサーン州ビールジャンド郡）fa
- フーマン（فومن; Fūman: ギーラーン州フーマン郡）fa
- ブーメヘン（بومهن; Būmehen: テヘラン州テヘラン郡）fa
- フーラードシャフル（فولادشهر; Fūlādshahr: エスファハーン州レンジャーン郡）fa
- フーラーンド（هوراند; Hūrānd: 東アーザルバーイジャーン州アハル郡）fa
- フール（خور ; Khūr: ファールス州ラーレスターン郡）fa
- フール（خور; Khūr: エスファハーン州ナーイーン郡）fa
- フェイザーバード（فیض‌آباد; Feyẓābād: ラザヴィー・ホラーサーン州マフヴェラート郡）fa
- フェルドウス（فردوس; Ferdows: 南ホラーサーン州フェルドウス郡）fa
- フェルドウスィーイェ（فردوسیه; Ferdowsīyeh: テヘラン州シャフリヤール郡）fa
- フェレイドゥーンケナール（فریدون‌کنار; Fereydūn Kenar: マーザンダラーン州バーボルサル郡）fa
- フェレイドゥーンシャフル（فریدون‌شهر; Fereydūn Shahr: エスファハーン州フェレイドゥーンシャフル郡）fa en

## ヘ
- ベイザー（بیضا; Beyzā: ファールス州ベイザー郡）fa en
- ベイラム（بیرم; Beyram: ファールス州ラーレスターン郡）fa en
- ヘサーレ・ギャルムハーン（حصار گرم‌خان; Ḥesār-e Garm Khān: 北ホラーサーン州ボジュヌールド郡）fa
- ヘシュト（خشت; Khesht: ファールス州カーゼルーン郡）fa
- ヘズラーバード（خضرآباد; Khezrābād: ヤズド州サドゥーグ郡）fa
- ヘズリー・ダシュテバヤーズ（خضری دشت بیاض; Khezrī Dasht-e bayāz: 南ホラーサーン州ガーエナート郡）fa
- ベフシャフル（بهشهر; Behshahr: マーザンダラーン州ベフシャフル郡）fa en
- ベフバハーン（بهبهان; Behbahān: フーゼスターン州ベフバハーン郡）fa en
- ヘラート（هرات; Herāt: ヤズド州ハータム郡）fa
- ヘリース（هریس; Herīs: 東アーザルバーイジャーン州ヘリース郡）fa
- ベン（بن; Ben: チャハールマハール・バフティヤーリー州シャフレ・コルド郡）fa
- ヘンディージャーン（هندیجان; Hendījān: フーゼスターン州ヘンディージャーン郡）fa
- ベント（بـِنِت; Bent: スィースターン・バルーチェスターン州ニークシャフル郡）fa
- ヘンドゥーダル（هندودر; Hendūdar: マルキャズィー州シャーザンド郡）fa

## ホ
- ホイ（خوی; Khoy: 西アーザルバーイジャーン州ホイ郡）fa en
- ホヴェイゼ（هویزه; Hoveyzeh: フーゼスターン州ダシュテ・アーザーデガーン郡）fa
- ホシュクビージャール（خشکبیجار; Khoshkbījār: ギーラーン州ラシュト郡）fa
- ホジュデク（هجدک; Hojdek: ケルマーン州ラーヴァル郡）fa
- ボジュヌールド（بجنورد; Bojnūrd: 北ホラーサーン州ボジュヌールド郡）fa en
- ボシュルーイェ（بشرویه; Boshrūyeh: 南ホラーサーン州フェルドウス郡）fa en
- ホシュルードペイ（خوش‌رودپی; Khosh rūdpey: マーザンダラーン州バーボル郡）fa
- ボスターナーバード（بستان‌آباد; Bostānābād: 東アーザルバーイジャーン州ボスターナーバード郡）fa
- ボスターン（بستان; Bostān: フーゼスターン州ダシュテ・アーザーデガーン郡）fa
- ホスロウシャフル（خسروشهر; Khosrow Shahr: 東アーザルバーイジャーン州タブリーズ郡）fa
- ホセイナーバード（حسین‌آباد; Ḥoseynābād: ケルマーン州ラフサンジャーン郡）fa
- ホセイニーイェ（حسینیه; Ḥoseynīyeh: フーゼスターン州アンディーメシュク郡）fa
- ボゼンジャーン（بزنجان; Bozenjān: ケルマーン州バーフト郡）fa
- ホッラマーバード（خرم‌آباد; Khorramābād: マーザンダラーン州トネカーボン郡）fa
- ホッラマーバード（خرم‌آباد; Khorramābād: ロレスターン州ホッラマーバード郡）fa
- ホッラムシャフル（خرمشهر; Khorramshahr: フーゼスターン州ホッラムシャフル郡）fa
- ホッラムダシュト（خرم‌دشت; Khorramdasht: ガズヴィーン州ターケスターン郡）fa
- ホッラムダッレ（خرمدره; Khorramdarreh: ザンジャーン州ホッラムダッレ郡）fa
- ホッル（حُر; Ḥorr: フーゼスターン州シューシュ郡）fa
- ホマーム（خمام; Khomām: ギーラーン州ラシュト郡）fa
- ホマールルー（خمارلو; Khomārlū: 東アーザルバーイジャーン州キャレイバル郡）fa
- ホメイニーシャフル（خمینی‌شهر; Khomeynī Shahr: エスファハーン州ホメイニーシャフル郡）fa
- ホメイン（خمین; Khomeyn: マルキャズィー州ホメイン郡）fa
- ホラースガーン（خوراسگان; Khorāsgān: エスファハーン州エスファハーン郡）fa
- ボラーズジャーン（برازجان; Borāzjān: ブーシェフル州ダシュテスターン郡）fa en
- ボルージェルド（بروجرد; Borūjerd: ロレスターン州ボルージェルド郡）fa en
- ボルージェン（بروجن; Borūjen: チャハールマハール・バフティヤーリー州ボルージェン郡）fa en
- ホルズーグ（خورزوق; Khorzūq: エスファハーン州ボルハール・メイメ郡）fa
- ポルセフィード（پل سفید; Pol Sefīd: マーザンダラーン州サヴァドクーフ郡）fa
- ボルダージー（بلداجی; Boldājī: チャハールマハール・バフティヤーリー州ボルージェン郡）fa
- ポルダシュト（پلدشت; Poldasht: 西アーザルバーイジャーン州マークー郡）fa en
- ボルドフーン（بردخون; Bordkhūn: ブーシェフル州バンダレ・ダイイェル郡）fa
- ホルムージュ（خورموج; Khormūj: ブーシェフル州ダシュティー郡）fa
- ホルモズ（هرمز; Hormoz: ホルモズガーン州ゲシュム郡）fa
- ポレドフタル（پل‌دختر; Pol-e Dokhtar: ロレスターン州ポレドフタル郡）fa
- ボレフサル（بره‌سر; Borehsar: ギーラーン州ルードバール郡）fa
- ボンジャール（بنجار; Bonjār: スィースターン・バルーチェスターン州ザーボル郡）fa
- ホンジュ（خنج; Khonj: ファールス州ホンジュ郡）fa
- ホンダーブ（خنداب; Khondāb: マルキャズィー州アラーク郡）fa

## マ
- マークー（ماکو; Mākū: 西アーザルバーイジャーン州マークー郡）fa en
- マーサール（ماسال; Māsāl: ギーラーン州マーサール郡）fa
- マースーレ（ماسوله; Māsūleh: ギーラーン州フーマン郡）fa en
- マーハーン（ماهان; Māhān: ケルマーン州ケルマーン郡）fa
- マーフダシュト（ماه‌دشت; Māhdasht: アルボルズ州キャラジ郡）fa
- マーフネシャーン（ماه‌نشان; Māhneshān: ザンジャーン州マーフネシャーン郡）fa
- マアムーニーイェ（مأمونیه; Ma’amūnīye: マルキャズィー州ザランディーイェ郡）fa
- マアムーラーン（معمولان; Ma’mūlān: ロレスターン州ポレドフタル郡）fa
- マールグーン（مارگون; Mārgūn: コフギールーイェ・ブーイェル＝アフマド州マールグーン郡）fa
- マーレ・ハリーフェ（مال خلیفه; Māl-e Khalīfeh: チャハールマハール・バフティヤーリー州ロルデガーン郡）fa
- マガーヴマト（مقاومت; Maqāvmat: フーゼスターン州ホッラムシャフル郡）fa
- マシュハド（مشهد; Mashhad: ラザヴィー・ホラーサーン州マシュハド郡）fa
- マシュハド・リーゼ（مشهد ریزه; Mashhad Rīzeh: ラザヴィー・ホラーサーン州ターイバード郡）fa
- マスィーリー（مصیری; Maṣīrī: ファールス州ママッサーニー郡）fa
- マスジェド・ソレイマーン（مسجدسلیمان; Masjed Soleyman: フーゼスターン州マスジェド・ソレイマーン郡）fa
- マヌージャーン（منوجان; Manūjān: ケルマーン州マヌージャーン郡）fa
- マハーバード（مهاباد; Mahābād: エスファハーン州アルデスターン郡）fa
- マハーバード（مهاباد; Mahābād: 西アーザルバーイジャーン州マハーバード郡）fa en
- マハッラート（محلات; Maḥallāt: マルキャズィー州マハッラート郡）fa
- マフディーシャフル（مهدی‌شهر; Mahdishahr: セムナーン州マフディーシャフル郡）fa en
- マフムーダーバード（محمودآباد; Maḥmūdābād: マーザンダラーン州マフムーダーバード郡）fa
- マフムーダーバード（محمودآباد; Maḥmūdābād: 西アーザルバーイジャーン州シャーヒーン・デジュ郡）fa
- マフムーダーバード・ネムーネ（محمودآباد نمونه; Maḥmūdābād Nemūneh: ガズヴィーン州ガズヴィーン郡）fa
- マフムードヴァンド（محمودوند; Maḥmūdvand: ロレスターン州ホッラマーバード郡）fa
- ママカーン（ممقان; Mamakān: 東アーザルバーイジャーン州アーザルシャフル郡）fa
- マヤーメイ（میامی; Mayāmey: セムナーン州シャールード郡）fa
- マラーイェル（ملایر; Malāyer: ハマダーン州マラーイェル郡）fa
- マラーゲ（مراغه; Marāgheh: 東アーザルバーイジャーン州マラーゲ郡）fa en
- マラールド（ملارد; Malārd: テヘラン州シャフリヤール郡）fa
- マランド（مرند; Marand: 東アーザルバーイジャーン州マランド郡）fa en
- マリーヴァーン（مریوان; Marīvān: コルデスターン州マリーヴァーン郡）fa en
- マルヴァスト（مروست; Marvast: ヤズド州ハータム郡）fa
- マルヴダシュト（مرودشت; Marvdasht: ファールス州マルヴダシュト郡）fa
- マルザンアーバード（مرزن آباد; Marzanābād: マーザンダラーン州チャールース郡）fa
- マルジェガル（مرجقل; Marjeqal: ギーラーン州ソウメエサラー郡）fa
- マルズィーキャラー（مرزیکلا; Marzīkalā: マーザンダラーン州バーボル郡）fa
- マルデハク（مردهک; Mardehak: ケルマーン州アンバラーバード郡）fa
- マルヤーナジュ（مریانج; Maryānaj: ハマダーン州ハマダーン郡）fa
- マレカーバード（ملک‌آباد; Malekābād: ラザヴィー・ホラーサーン州マシュハド郡）fa
- マレカーン（ملکان; Malekān: 東アーザルバーイジャーン州マレカーン郡）fa
- マンザリーイェ（منظریه; Manzarīyeh: エスファハーン州シャーレザー郡）fa
- マンジール（منجیل; Manjīr: ギーラーン州ルードバール郡）fa en

## ミ
- ミーナーブ（میناب; Mīnāb: ホルモズガーン州ミーナーブ郡）fa
- ミーヌーシャフル（مینوشهر; Mīnūshahr: フーゼスターン州ホッラムシャフル郡）fa
- ミーヌーダシュト（مینودشت; Mīnūdasht: ゴレスターン州ミーヌーダシュト郡）fa
- ミーラージェルド（میلاجرد; Mīlājerd: マルキャズィー州コミージャーン郡）fa
- ミーラーバード（میرآباد; Mīrābād: 西アーザルバーイジャーン州郡）fa
- ミールジャーヴェ（میرجاوه; Mīrjāveh: スィースターン・バルーチェスターン州ミールジャーヴェ郡）fa
- ミヤーネ（میانه; Miyāneh: 東アーザルバーイジャーン州ミヤーネ郡）fa en
- ミヤーンドアーブ（میاندوآب; Miyāndoāb: 西アーザルバーイジャーン州ミヤーンドアーブ郡）fa en
- ミヤーンルード（میانرود; Miyānrūd: フーゼスターン州デズフール郡）fa
- ミヤーン・ラーハーン（میان‌راهان; Miyān Rāhān: ケルマーンシャー州サフネ郡）fa

## ム
- ムースィヤーン（موسیان; Mūsiyān: イーラーム州デフロラーン郡）fa
- ムーチェシュ（موچش; Mūchesh: コルデスターン州カームヤーラーン郡）fa
- ムード（مود; Mūd: 南ホラーサーン州サルビーシェ郡）fa
- ムールムーリー（مورموری; Mūrmūrī: イーラーム州アーブダーナーン郡）fa

## メ
- メイボド（میبد; Meybod: ヤズド州メイボド郡）fa
- メイマンド（میمند; Meymand: ファールス州フィールーザーバード郡）fa
- メイメ（میمه; Meymeh: エスファハーン州ボルハール・メイメ郡）fa
- メイメ（میمه; Meymeh: イーラーム州デフロラーン郡）fa
- メシュカート（مشکات; Meshkāt: エスファハーン州カーシャーン郡）fa
- メシュギーンシャフル（مشگین‌شهر; Meshgīnshahr: アルダビール州メシュキーンシャフル郡）fa
- メシュキーンダシュト（مشکین‌دشت; Meshkīndasht: アルボルズ州キャラジ郡）fa
- メッス・サルチェシュメ（مس سرچشمه; Mess Sarcheshmeh: ケルマーン州ラフサンジャーン郡）fa
- メフラーン（مهران; Mehrān: イーラーム州メフラーン郡）fa
- メフラバーン（مهربان; Mehrabān: 東アーザルバーイジャーン州サラーブ郡）fa
- メフリーズ（مهریز; Mehrīz: ヤズド州メフリーズ郡）fa
- メフルダシュト（مهردشت; Mehrdasht: ヤズド州アバルクーフ郡）fa

## モ
- モアッレム・キャラーイェ（معلم‌کلایه; Mo‘allem Kalāyeh: ガズヴィーン州ガズヴィーン郡）fa
- モオメナーバード（مومن‌آباد; Mo’men ābād: ロレスターン州アズナー郡）fa
- モジェン（مجن; Mojen: セムナーン州シャールード郡）fa
- モシュカーン（مشکان; Moshkān: ファールス州ネイリーズ郡）fa
- モッラーサーニー（ملاثانی; Mollā Thānī: フーゼスターン州アフヴァーズ郡）fa
- モバーラケ（مبارکه; Mobārakeh: エスファハーン州モバーラケ郡）fa
- モハンマダーバード（محمدآباد; Moḥammadābād: ケルマーン州バム郡）fa
- モハンマダーバード（محمدآباد; Moḥammadābād: スィースターン・バルーチェスターン州ハンムーン郡）fa
- モハンマダーバード（محمدآباد; Moḥammadābād: エスファハーン州エスファハーン郡）fa
- モハンマディーイェ（محمدیه; Moḥammadīeh: ガズヴィーン州アルボルズ郡）fa
- モハンマドシャフル（محمدشهر; Moḥammadshahr: アルボルズ州キャラジ郡）fa
- モハンマドヤール（محمدیار; Moḥammadyār: 西アーザルバーイジャーン州ナガデ郡）fa
- モヒーアーバード（محی‌آباد; Moḥīābād: ケルマーン州ケルマーン郡）fa
- モフル（مهر; Mohr: ファールス州モフル郡）fa
- モラーヴェタッペ（مراوه‌تپه; Morāvehtappeh: ゴレスターン州モラーヴェタッペ郡）fa

## ヤ
- ヤースーキャンド（یاسوکند; Yāsūkand: コルデスターン州ビージャール郡）fa
- ヤースージュ（یاسوج; Yāsūj: コフギールーイェ・ブーイェル＝アフマド州ブーイェル＝アフマド郡）fa en
- ヤームチー（یامچی; Yāmchī: 東アーザルバーイジャーン州マランド郡）fa
- ヤズダーンシャフル（یزدان‌شهر; Yazdānshahr: ケルマーン州ザランド郡）fa
- ヤズド（یزد; Yazd: ヤズド州ヤズド郡）fa

## ユ
- ユーネスィー（یونسی; Yūnesī: ラザヴィー・ホラーサーン州ゴナーバード郡）fa

## ラ
- ラーイェン（راین; Rāyen: ケルマーン州ケルマーン郡）fa
- ラーヴァル（راور; Rāvar: ケルマーン州ラーヴァル郡）fa
- ラーズ（راز; Rāz: 北ホラーサーン州ボジュヌールド郡）fa
- ラースク（راسک; Rāsk: スィースターン・バルーチェスターン州ラースク郡）fa
- ラーズミヤーン（رازمیان; Rāzmiyān: ガズヴィーン州ガズヴィーン郡）fa
- ラーゼガーン（رازقان; Rāzeqān: マルキャズィー州ザランディーイェ郡）fa
- ラーヒージャーン（لاهیجان; Lāhījān: ギーラーン州ラーヒージャーン郡）fa en
- ラーフルード（لاهرود; Lāhrūd: アルダビール州メシュキーンシャフル郡）fa
- ラーボル（رابر; Rābor: ケルマーン州バーフト郡）fa
- ラーミヤーン（رامیان; Rāmiyān: ゴレスターン州ラーミヤーン郡）fa
- ラームサル（رامسر; Rāmsar: マーザンダラーン州ラームサル郡）fa
- ラームシール（رامشیر; Rāmshīr: フーゼスターン州ラームシール郡）fa
- ラームホルモズ（رامهرمز; Rāmhormoz: フーゼスターン州ラームホルモズ郡）fa
- ラーメルド（لامرد; Lāmerd: ファールス州ラーメルド郡）fa
- ラーリー（لالی; Lārī: フーゼスターン州ラーリー郡）fa
- ラール（لار; Lār: ファールス州ラーレスターン郡）fa
- ラーレジーン（لاله جین; Lāleh Jīn: ハマダーン州バハール郡）fa
- ラーンクーフ（رانکوه; Rānkūh: ギーラーン州アムラシュ郡）fa
- ライハーンシャフル（ریحان‌شهر; Rayḥānshahr: ケルマーン州ザランド郡）fa
- ラヴァーサーン（لواسان; Lavāsān: テヘラン州シェミーラーナート郡）fa
- ラヴァーンサル（روانسر; Ravānsar: ケルマーンシャー州ラヴァーンサル郡）fa
- ラヴァンドヴィール（لوندویل; Lavandvīr: ギーラーン州アースターラー郡）fa
- ラザヴィーイェ（رضویه; Razavīeh: ラザヴィー・ホラーサーン州マシュハド郡）fa
- ラザン（رزن; Razan: ハマダーン州ラザン郡）fa
- ラシュト（رشت; Rasht: ギーラーン州ラシュト郡）fa en
- ラシュトネシャー（لشت نشا; Lasht Neshā: ギーラーン州ラシュト郡）fa
- ラシュトハール（رشتخوار; Rashtkhār: ラザヴィー・ホラーサーン州ラシュトハール郡）fa
- ラズィー（رضی; Raẓī: アルダビール州メシュキーンシャフル郡）fa
- ラバト（ربط; Rabaṭ: 西アーザルバーイジャーン州サルダシュト郡）fa
- ラヒーマーバード（رحیم‌آباد; Raḥīmābād: ギーラーン州ルードサル郡）fa
- ラフィーゥ（رفیع; Rafī‘: フーゼスターン州ダシュテ・アーザーデガーン郡）fa
- ラプーイー（لپوئی; Lapū’ī: ファールス州シーラーズ郡）fa
- ラフサンジャーン（رفسنجان; Rafsanjān: ケルマーン州ラフサンジャーン郡）fa en
- ランゲルード（لنگرود; Langerūd: ギーラーン州ランゲルード郡）fa en
- ランデフ（لنده; Landeh: コフギールーイェ・ブーイェル＝アフマド州ランデフ郡）fa

## リ
- リーヴァシュ（ریوش; Rīvash: ラザヴィー・ホラーサーン州カーシュマル郡）fa
- リーキャク（لیکک; Līkak: コフギールーイェ・ブーイェル＝アフマド州バフマイー郡）fa
- リーサール（لیسار; Līsār: ギーラーン州タヴァーレシュ郡）fa
- リーズ（ریز; Rīz: ブーシェフル州ジャム郡）fa
- リーネ（رینه; Rīneh: マーザンダラーン州アーモル郡）fa

## ル
- ルージャリー（لوجلی; Lūjarī: 北ホラーサーン州シールヴァーン郡）fa
- ルーデヘン（رودهن; Rūdehen: テヘラン州ダマーヴァンド郡）fa en
- ルードアーブ（رودآب; Rūdāb: ラザヴィー・ホラーサーン州サブゼヴァール郡）fa
- ルードサル（رودسر; Rūdsar: ギーラーン州ルードサル郡）fa en
- ルードバール（رودبار; Rūdbār: ギーラーン州ルードバール郡）fa
- ルードバール（رودبار ; Rūdbār: ケルマーン州南ルードバール郡）fa
- ルードボネ（رودبنه; Rūdboneh: ギーラーン州ラーヒージャーン郡）fa
- ルーニーズ（رونیز; Rūnīz: ファールス州エスタフバーン郡）fa
- ルーマール（لومار; Lūmār: イーラーム州シールヴァーン・チャルダーヴォル郡）fa
- ルーヤーン（رویان; Rūyān: マーザンダラーン州ヌール郡）fa

## レ
- レイ（ری; Rey: テヘラン州レイ郡）fa en
- レイラーン（لیلان; Leylān: 東アーザルバーイジャーン州マレカーン郡）fa
- レズヴァーンシャフル（رضوانشهر; Rezvānshahr: ギーラーン州レズヴァーンシャフル郡）fa en
- レズヴァーンシャフル（رضوان‌شهر; Rezvānshahr: エスファハーン州ティーラーン・コルーン郡）fa

## ロ
- ロウシャーン（لوشان; Lowshān: ギーラーン州ルードバール郡）fa
- ロズヴェ（رزوه; Rozveh: エスファハーン州チャーデガーン郡）fa
- ロスタマーバード（رستم آباد; Rostamābād: ギーラーン州ルードバール郡）fa
- ロスタムキャラー（رستمکلا; Rostamkalā: マーザンダラーン州ベフシャフル郡）fa
- ロトファーバード（لطف‌آباد; Loṭfābād: ラザヴィー・ホラーサーン州ダルギャズ郡）fa
- ロバーテ・サング（رباط سنگ; Robāṭ-e Sang: ラザヴィー・ホラーサーン州トルバテ・ヘイダリーイェ郡）fa
- ロバート（رباط; Robāṭ: ケルマーンシャー州ケルマーンシャー郡）fa
- ロバートキャリーム（رباط‌کریم; Robāṭ Karīm: テヘラン州ロバートキャリーム郡）fa
- ロルデガーン（لردگان; Lordegān: チャハールマハール・バフティヤーリー州ロルデガーン郡）fa en